# Citroën 2CV
Der Citroën 2CV (französisch deux chevaux ‚zwei Pferde‘), in Deutschland und Österreich oft Ente und in der Schweiz allgemein Döschwo genannt, war ein populäres Modell des Automobilherstellers Citroën mit einem luftgekühlten Zweizylinder-Viertakt-Boxermotor und Frontantrieb.
Zwischen Sommer 1949 und Mitte 1990 wurden 3.868.631 viertürige Limousinen und 1.246.335 Lieferwagen („Kastenente“, „Fourgonnette“) hergestellt. Von 1960 bis 1968 (und 1971) wurden 694 Stück der Sahara-Ausführung „4×4“ mit zwei Motoren und Allradantrieb gebaut, die 1958 vorgestellt worden war und auch „Bimoteur“ genannt wurde.
Die Entwicklung begann Mitte der 1930er-Jahre; kriegsbedingt stellte Citroën den neuen 2CV erst am 7. Oktober 1948 in Paris der Öffentlichkeit vor. Von der Fachpresse anfangs belächelt, wurde der 2CV in den folgenden Jahrzehnten zu einem der bekanntesten Automodelle in Frankreich. Der 2CV war Basis für die Citroën-Modelle Dyane, Ami und Méhari.

## Geschichte

### Erste Prototypen

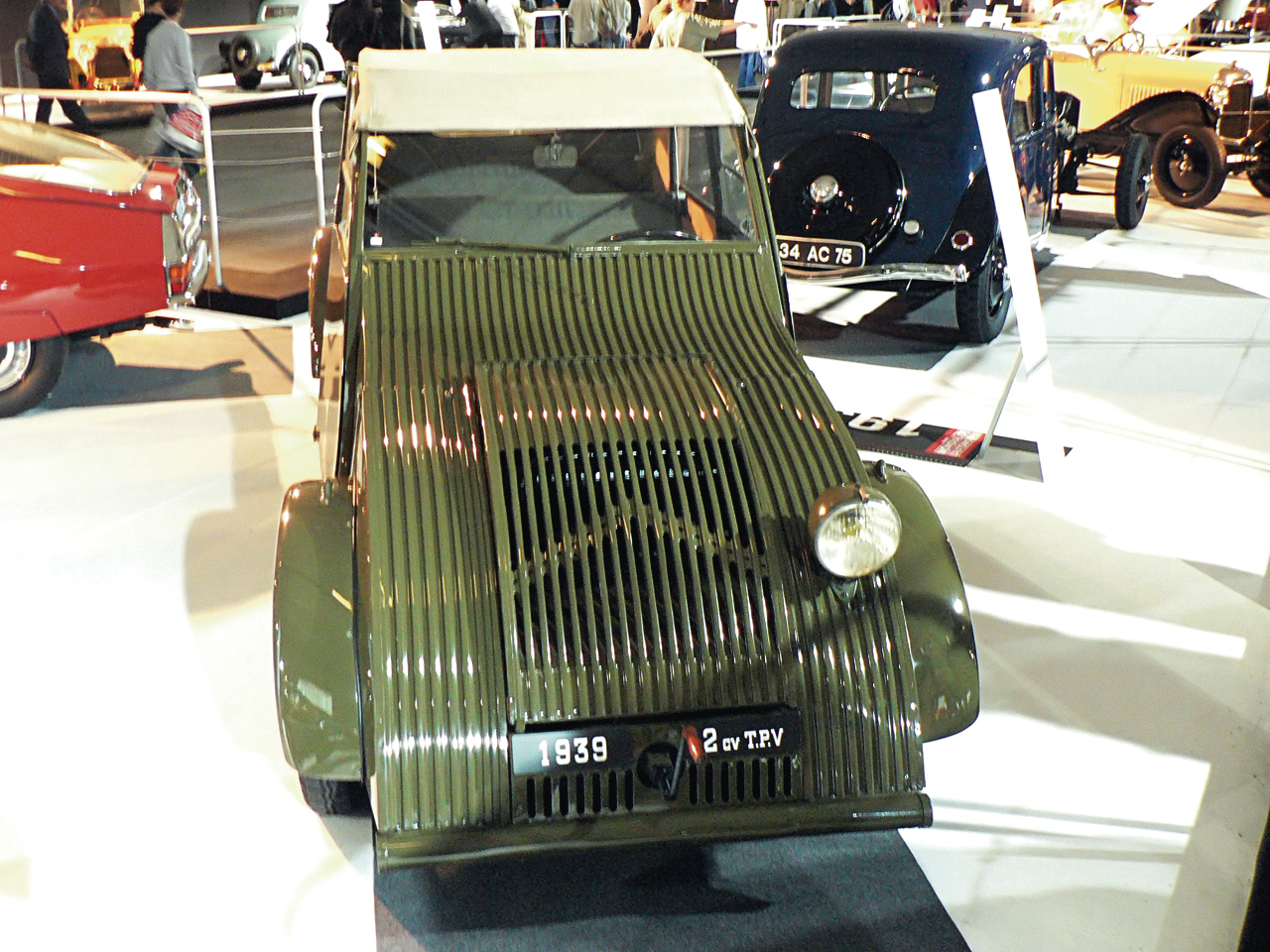
Prototyp TPV

Citroën-Direktor Pierre-Jules Boulanger erteilte 1934 den Auftrag, einen minimalistischen Kleinwagen zu entwickeln. Die Anforderungen an den Konstrukteur André Lefèbvre lauteten angeblich:

„Entwerfen Sie ein Auto, das Platz für zwei Bauern in Stiefeln und einen Zentner Kartoffeln oder ein Fässchen Wein bietet, mindestens 60 km/h schnell ist und dabei nur drei Liter Benzin auf 100 km verbraucht. Außerdem soll es selbst schlechteste Wegstrecken bewältigen können und so einfach zu bedienen sein, dass selbst ein Fahranfänger problemlos mit ihm zurechtkommt. Es muss ausgesprochen gut gefedert sein, sodass ein Korb voll mit Eiern eine Fahrt über holprige Feldwege unbeschadet übersteht. Und schließlich muss das neue Auto wesentlich billiger sein als unser ‚Traction Avant‘. Auf das Aussehen des Wagens kommt es dabei überhaupt nicht an.“

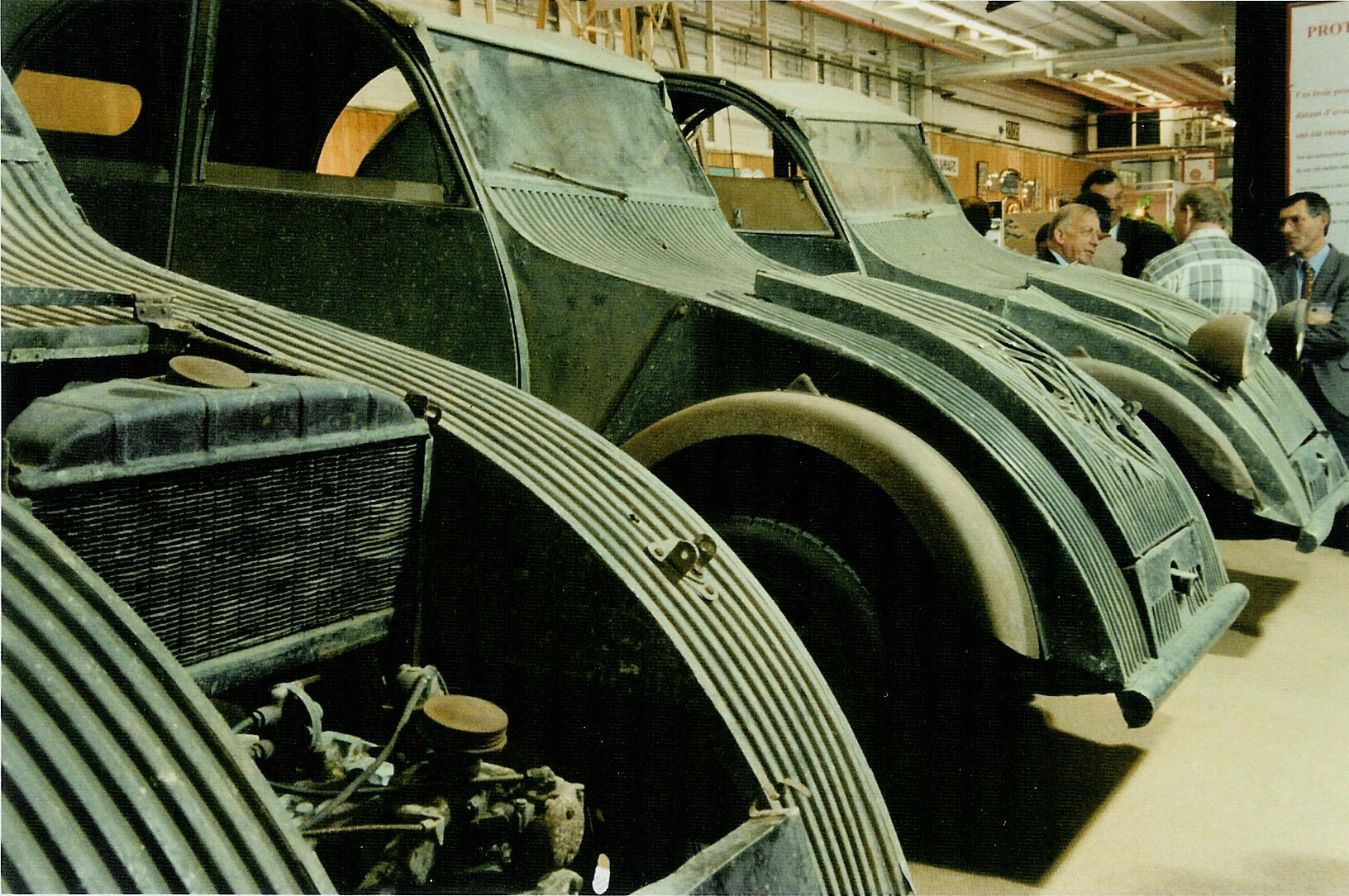
Prototyp TPV mit Wasserkühlung

1939 wurden 250 wassergekühlte Prototypen der 2CV-Serie „A“ oder TPV gebaut. Das Akronym TPV stand für toute petite voiture, zu deutsch „ganz kleines Auto“. Der TPV hatte nur einen Frontscheinwerfer und wurde ausschließlich mit Blick auf den Nutzwert entwickelt. Entsprechend karg fiel die Gestaltung des Fahrzeugs aus.
Der Entwurf des TPV war mit weitgehender Verwendung von Leichtmetall vorrangig auf geringes Gewicht ausgelegt. Das Leergewicht betrug anfangs nur 380 Kilogramm, dank des Aufbaus aus Aluminium konnte auf eine Lackierung verzichtet werden. Der Wagen hatte keinen Anlasser, gestartet wurde er mit einer Kurbel. Der damalige Citroën-Chef Pierre-Jules Boulanger soll der Überlieferung nach auf die Frage eines Mitarbeiters, warum kein Anlasser eingebaut werde, gesagt haben: „Das Auto ist für Bauern gedacht, und die sind alle verheiratet und haben eine Frau, die die Kurbel betätigen kann.“ Die Sitze des TPV bestanden aus Leichtmetallrohr und waren mit Segeltuch bespannt. Der einzelne Scheibenwischer wurde während der Fahrt über die ankuppelbare Tachowelle betrieben, im Stand waren Wischbewegungen mit Handrad möglich. Das Rohr vom Tankeinfüllstutzen zum Tank war im Kofferraum nicht verkleidet, dadurch bestand die Gefahr, es beim Einladen sperriger Gegenstände zu beschädigen. Die Beleuchtung erfüllte lediglich die in Frankreich gesetzlich vorgeschriebenen Mindeststandards. Folglich fehlten Winker und ein zweiter Frontscheinwerfer sowie ein zweites Rücklicht. Außenspiegel waren in den ersten Jahren des 2CV noch nicht vorgeschrieben.
Während der deutschen Besetzung Frankreichs im Zweiten Weltkrieg wurde das Projekt vor den Besatzern verheimlicht. Außerdem wurden die Produktionshallen ab Kriegsbeginn ohnehin zur Herstellung von Panzern der Marke Renault benötigt. Einige Prototypen wurden versteckt, die meisten vernichtet. 1994 wurden drei TPV in einer Scheune in Frankreich wiedergefunden. Bis 2005 sind fünf erhalten gebliebene TPV bekannt. Angesichts der schlichten Formen des Prototyps in seinem Ehrgeiz geweckt, begann der spätere Designer der Citroën DS, Flaminio Bertoni, 1939 ungefragt mit Entwürfen für ein gefälligeres Aussehen des 2CV.

### Präsentation und Produktionsbeginn

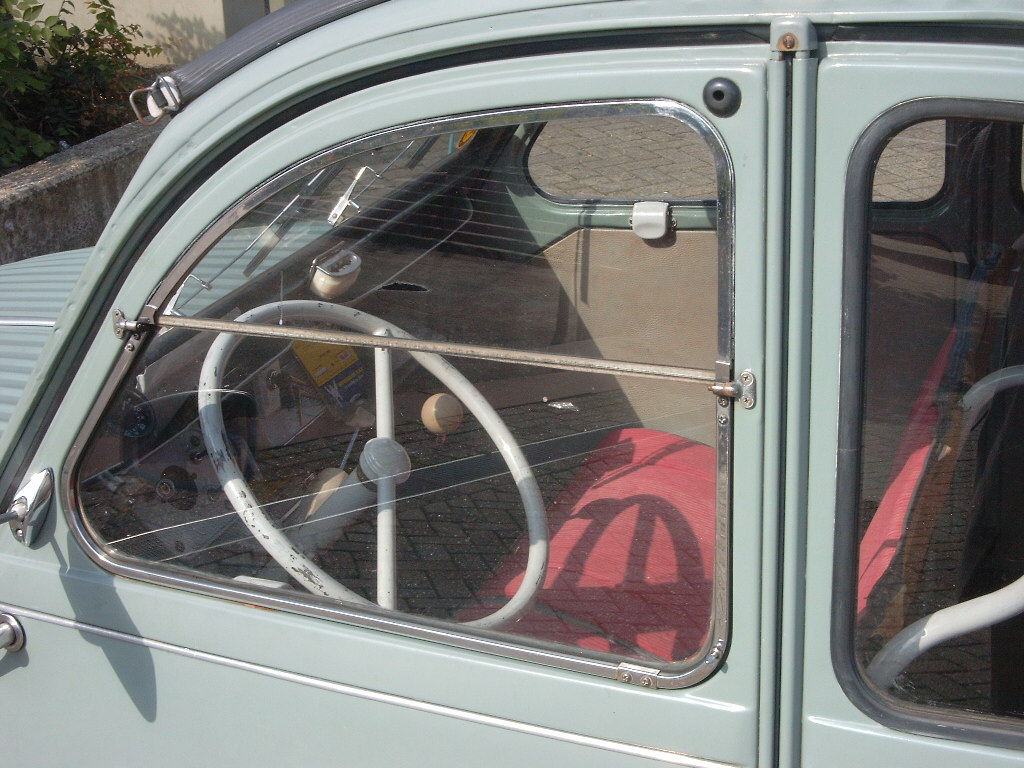
Einfachste Technik war prägend für den 2CV

Citroën enthüllte am 7. Oktober 1948 auf dem Pariser Autosalon ein im Vergleich zum TPV vollständig überarbeitetes Modell mit einem luftgekühlten Motor. Nachdem das Fahrzeug enthüllt worden war, schrieb die satirische Wochenzeitung Le Canard enchaîné: „Eine Konservendose, Modell freies Campen für vier Sardinen.“
Da die raren Rohstoffe, insbesondere Stahl, vorzugsweise der staatlichen Régie Nationale des Usines Renault zugeteilt wurden, konnte Citroën anfangs nur wenige Wagen herstellen. Es entstanden kurzzeitig Wartelisten von bis zu sechs Jahren. Während des Autosalons 1948 waren noch keine Produktionsanlagen für den 2CV vorhanden. Nach Beginn der Produktion im Juli 1949 wurden zunächst vorrangig Landwirte und Gewerbetreibende beliefert.

### Kult

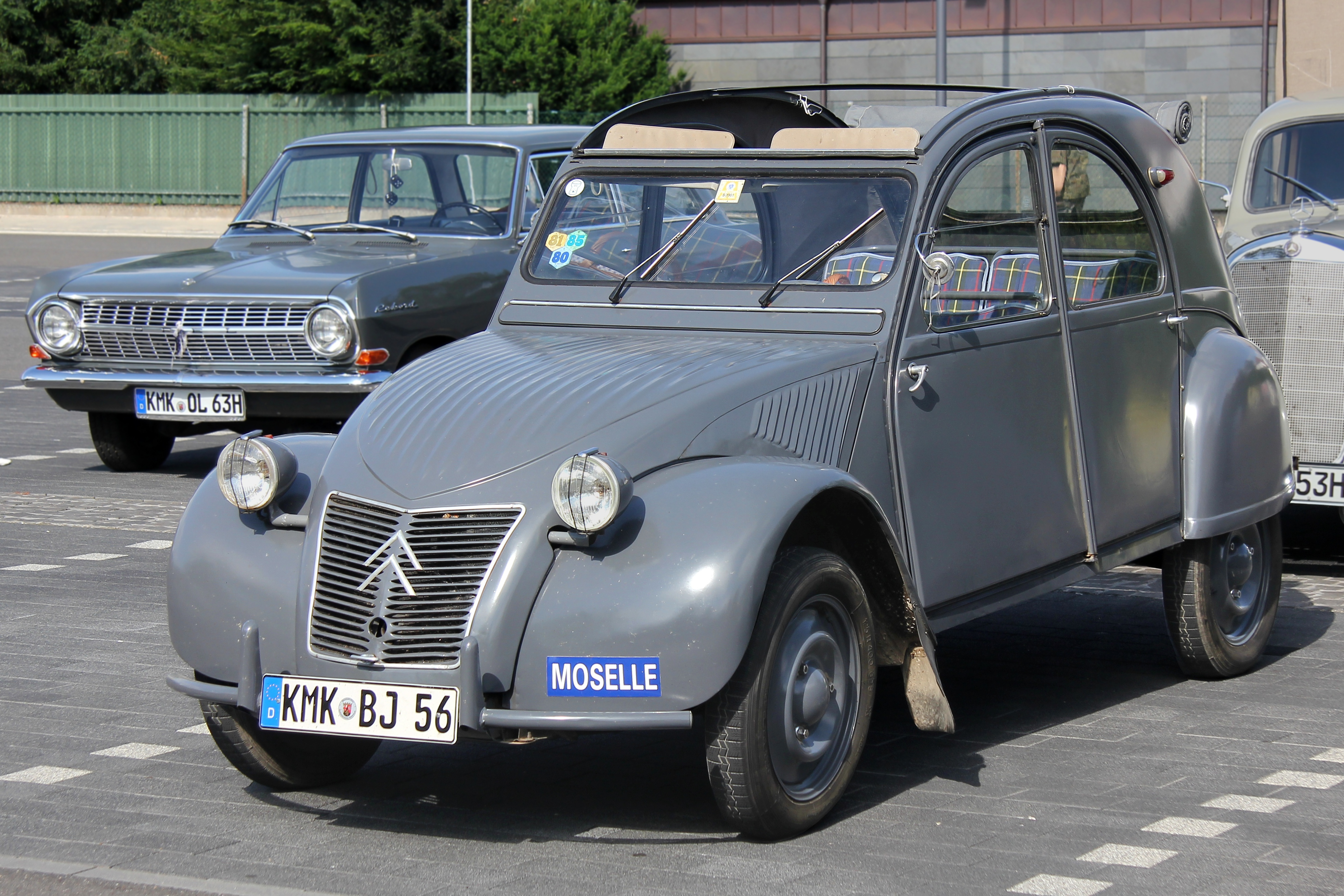
Citroën 2CV, Baujahr 1956

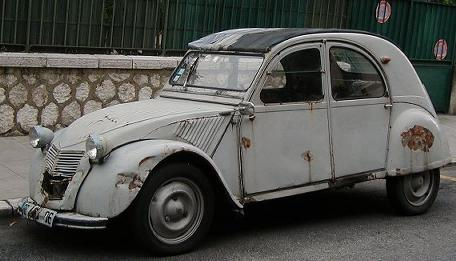
Citroën 2CV, Baujahr 1960

Der Anschaffungspreis des 2CV war recht niedrig. Dank der einfachen Technik waren auch die Unterhaltskosten relativ gering, und der kleine Hubraum schlug sich in geringen Kraftfahrzeugsteuern nieder. Diese Faktoren trugen früh dazu bei, dass die Ente vor allem in Deutschland zum typischen Studentenauto avancierte. Ihr Besitz galt vielen als Ausdruck einer nonkonformistischen und konsumkritischen Lebenshaltung, bei der Statussymbole keine Rolle spielen. In Frankreich hatte der Citroën 2CV einen ähnlichen Status wie der VW Käfer in Deutschland.

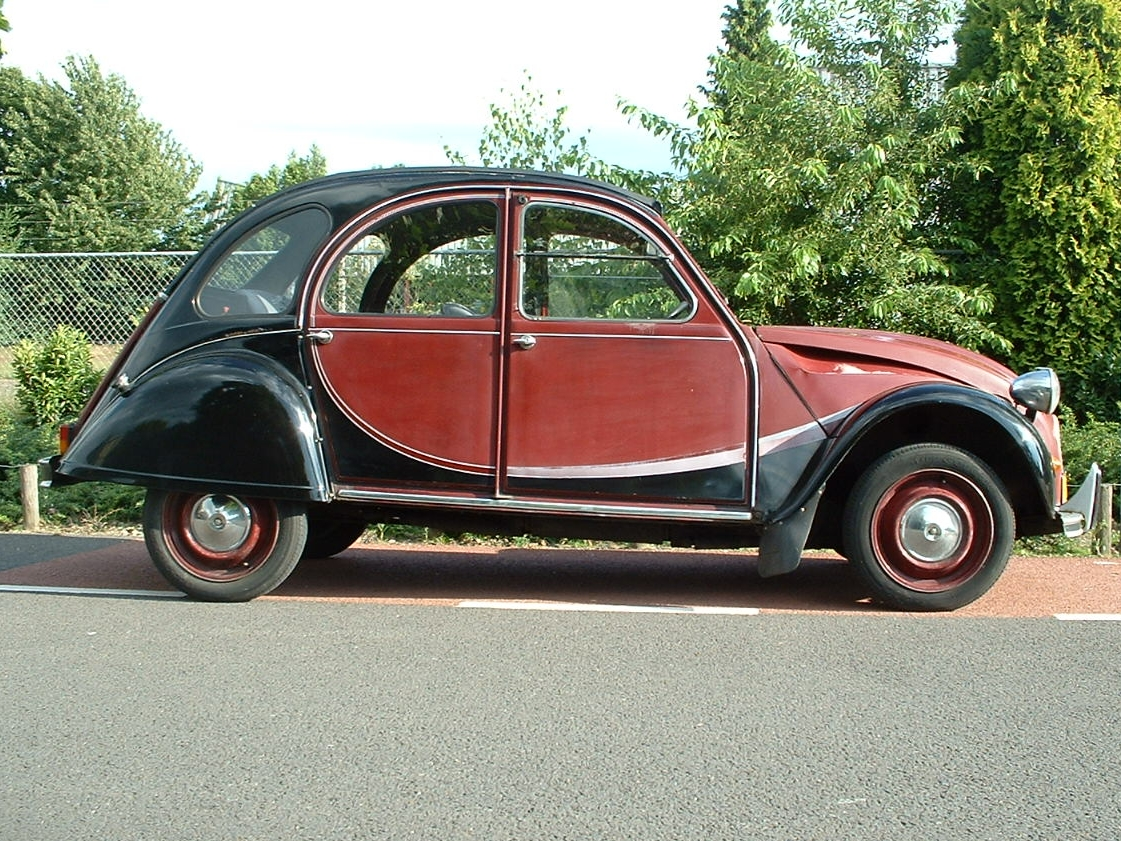
Citroën 2CV „Charleston“, Baujahr 1983

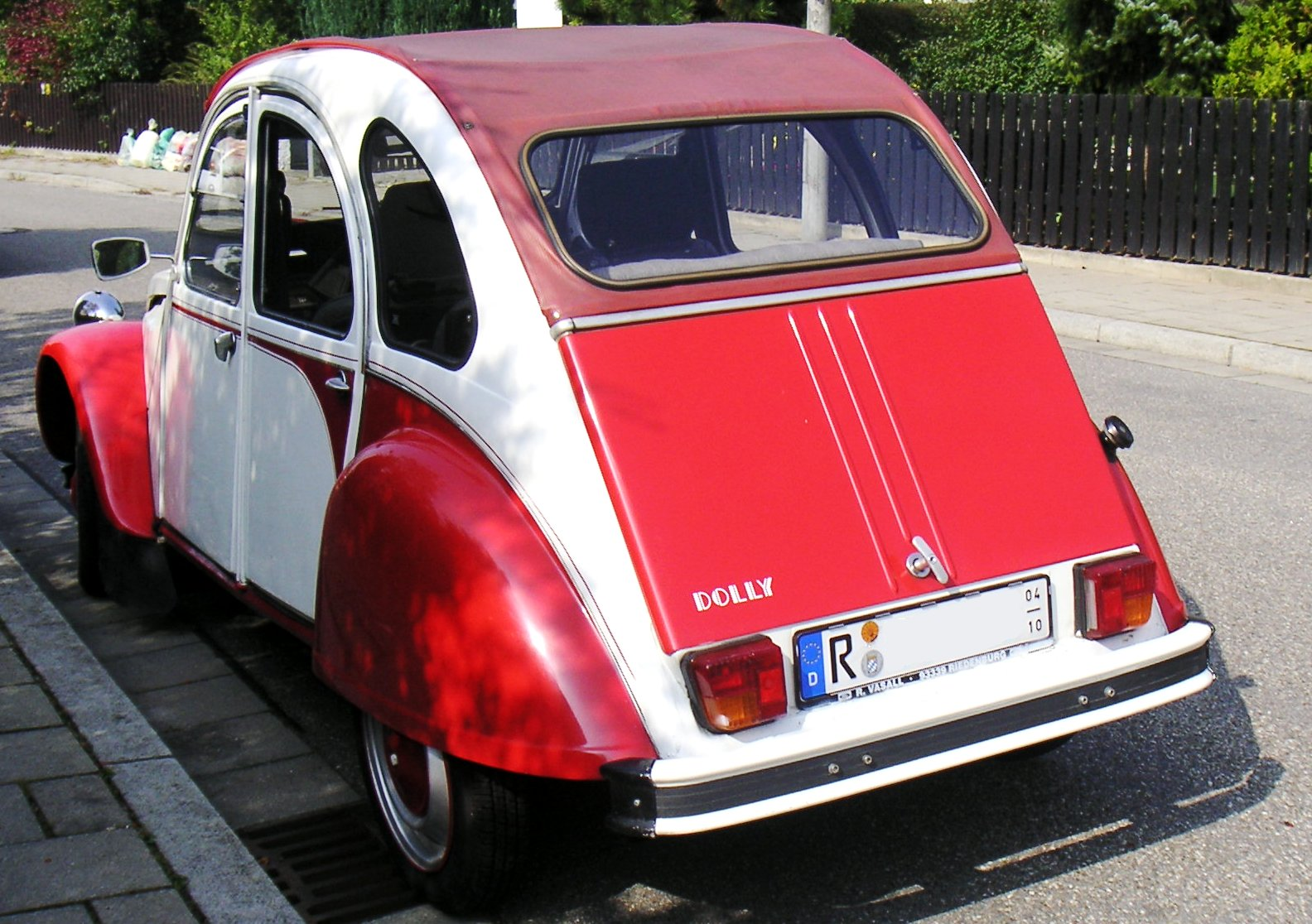
Citroën 2CV „Dolly“, Baujahr 1985

Ab Oktober 1980 gab es das Sondermodell „Charleston“ in 8000 Exemplaren. Es unterschied sich von den Serienmodellen „Club“ und „Spécial“ durch die schwarz-weinrote Lackierung im Stil der 1920er-Jahre. Es hatte spezielle Sitzpolster im Hahnentritt-Muster, runde Scheinwerfer in Wagenfarbe und verchromte Radkappen. Die weitere Innenausstattung entsprach dem besser ausgestatteten Modell „Club“.
Wegen des großen Erfolges gab es den „Charleston“-2CV ab Frühjahr 1981 als drittes Serienmodell, mit verchromten Scheinwerfern und – wie die anderen Modelle des Jahrgangs 1981 – mit Scheibenbremsen an der Vorderachse, ab Sommer 1982 zusätzlich in schwarz-gelber Außenfarbe. Mitte 1983 wurde die schwarz-gelbe durch eine nachtgrau-nebelgraue Version ersetzt, die bis zur Produktionseinstellung im Programm blieb.
Mit dem „Dolly“-2CV wurde ab März 1985 ein weiteres Sondermodell angeboten, das es anfangs in drei verschiedenen Farbmustern gab, grau/weiß, grau/cremefarben und grau/rot. Bereits im September 1985 wurden diese Kombinationen durch andere Farbvarianten ersetzt, darunter weiß/grün, weiß/rot und cremefarben/rot. Im April 1986 kam als letzte Neuerung an die Stelle der weiß-grünen eine cremefarben-blaue Version.
Als sich in der Politik die Diskussionen über die Abgaswerte von Autos verstärkten, entschloss sich Citroën, eine emissionsärmere Variante des 2CV herauszubringen. Anfang 1986 wurde in Deutschland und der Schweiz schließlich die „I fly bleifrei“-Ente eingeführt, die statt 95-Oktan-Kraftstoff 91-Oktan-Kraftstoff vertrug. Sie war nur in Grün erhältlich, wobei sich die Aufkleber an vorderen sowie hinteren Kotflügeln und an den Türen in dunklerem Grün absetzten und eine ähnliche Form hatten wie die der „Charleston“-Ente. Weitere Details waren die Aufkleber „I fly bleifrei“ an beiden Seiten und „Ente grün“ auf der Lüfterklappe unter der Windschutzscheibe. 1987 wurde sie durch die Sausss-Ente ersetzt, die ähnlich markante Beschriftungen trug, wie das „Sausss“ und eine mit einem Helm ausgestattete Ente. Auch sie wurde fast ausschließlich in grüner Lackierung und in geringerer Zahl in Rot ausgeliefert.
In der westdeutschen Jugend-Fernsehserie Hals über Kopf wurde als Dienstfahrzeug ein 2CV eingesetzt. Beschriftet war er mit Polente.

### Produktionsende
Bereits nach der Präsentation der Dyane 1967 wurde über das Ende des 2CV spekuliert, doch die Ente überdauerte noch die beiden modernen Nachfolgemodelle Citroën LN und Visa. Erst im Februar 1988 wurde im Citroën-Werk von Levallois-Perret die Produktion des 2CV in Frankreich eingestellt. Am 27. Juli 1990 verließ im Citroën-Werk Mangualde in Portugal der endgültig letzte Wagen dieses Typs (ein grauer 2CV6 „Charleston“) die Montagehallen.
Zum Zeitpunkt der Einstellung der Produktion galt der 2CV technisch wie auch konzeptionell als veraltet. Schon Mitte der 1950er-Jahre wurde die Qualität seiner Karosserie kritisiert. Der Wagen entsprach in der Folgezeit in keiner Kategorie (Verbrauch, Geräuschentwicklung, Abgasverhalten, Unfallsicherheit) dem jeweils aktuellen Stand der Technik. Dass das Fahrzeug überhaupt so lange produziert und verkauft werden konnte, lässt sich – ähnlich wie beim VW Käfer – unter anderem mit dem Kult erklären, der sich um das offensichtlich sympathische Auto entwickelte. Dieser Kultfaktor ermöglichte einen fortlaufenden Absatz insbesondere in der Bundesrepublik Deutschland und Großbritannien, während die Nachfrage speziell in den französischsprachigen Ländern mit steigendem Lebensstandard spürbar zurückging. Wurden zu Spitzenzeiten in den 1960er-Jahren mehr als 150.000 Stück pro Jahr weltweit verkauft, waren es Ende der 1980er-Jahre nur noch 20.000 Stück. In einigen Ländern wie der Schweiz und Österreich durften bereits vor dem Produktionsende keine 2CV mehr neu zugelassen werden, da sie nicht den inzwischen verschärften Abgasnormen entsprachen.
2002 wurde der 2CV in Frankreich zum „Auto des 20. Jahrhunderts“ gewählt. Anlässlich dieses Ereignisses gab die französische Post eine Sonderbriefmarke heraus.
Citroën veräußerte einen Teil der Produktionsmaschinen, auf denen weiterhin in kleinen Stückzahlen produziert wurde.

### Bestand in Deutschland
Aufgeführt ist der Bestand an Citroën 2CV in Deutschland zum 1. Januar (bis 2000: 1. Juli) ausgewählter Jahre laut Kraftfahrt-Bundesamt (KBA). Vor dem 1. März 2007 beinhaltete der Fahrzeugbestand neben der Anzahl der angemeldeten Fahrzeuge auch die Anzahl der vorübergehenden Stilllegungen. Seit dem 1. März 2007 enthält der Fahrzeugbestand lediglich den „fließenden Verkehr“ einschließlich der Saisonkennzeichen.
| Stichtag     | Anzahl     |
| ------------ | ---------- |
| 1. Juli 1999 | 37.468     |
| 1. Jan. 2002 | ca. 27.000 |
| 1. Jan. 2008 | 14.063     |
| 1. Jan. 2009 | 13.613     |
| 1. Jan. 2010 | 13.120     |
| 1. Jan. 2011 | 12.874     |
| 1. Jan. 2013 | 12.646     |
| 1. Jan 2023  | 13.958     |

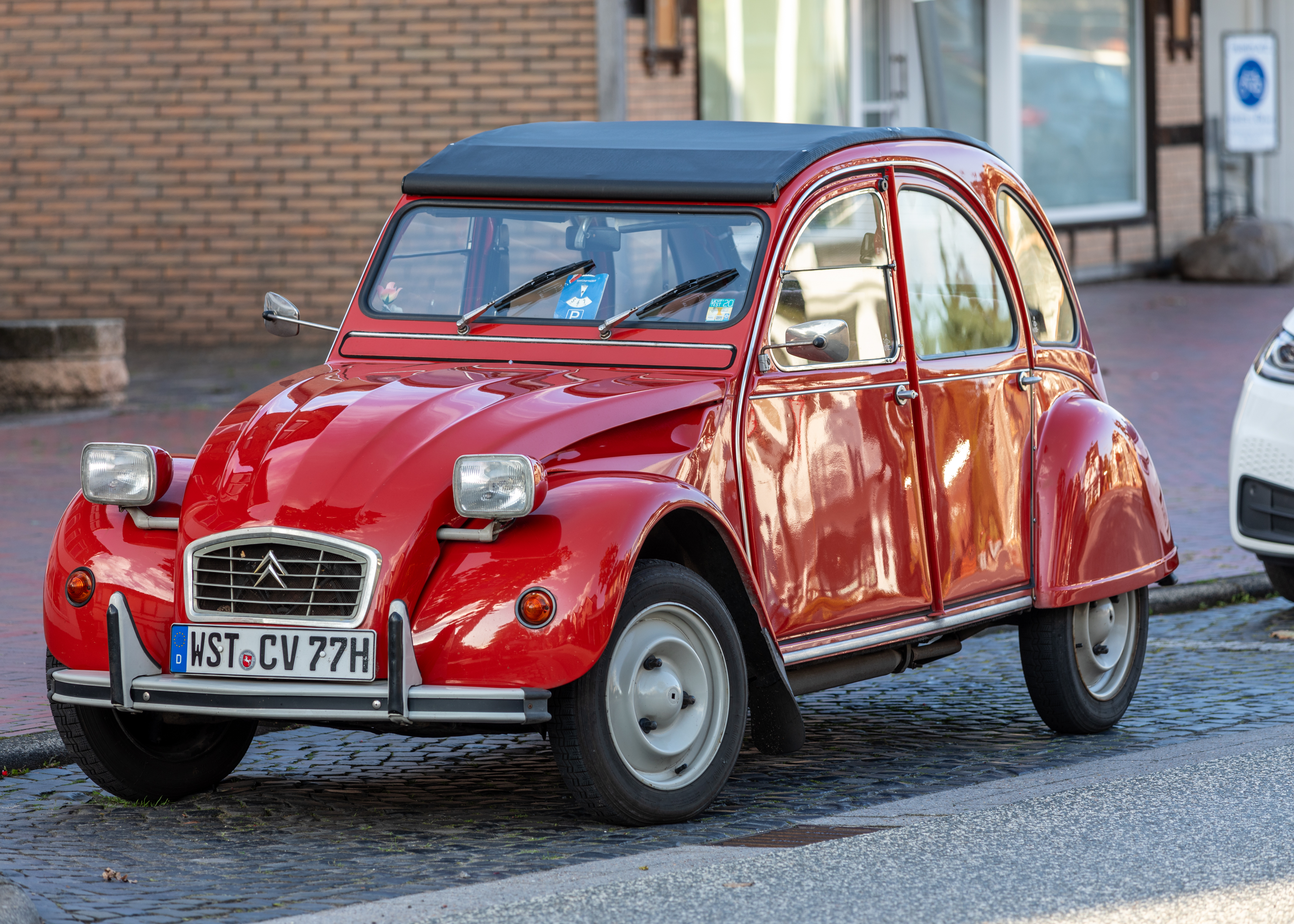
2CV mit H-Kennzeichen

Da viele der in Deutschland zugelassenen 2CV aus dem europäischen Ausland importiert wurden und damit die Typschlüsselnummer 0000 bekamen, kann das KBA die wirkliche Zahl der in Deutschland zugelassenen 2CV nicht ermitteln; sie ist deutlich höher als in der Statistik angegeben. Um die verbliebenen 2CV hat sich in ganz Europa eine aktive Liebhaberszene gebildet. Eine nahezu lückenlose Ersatzteilversorgung erscheint noch für Jahrzehnte gesichert, da Teile, die es nicht mehr als Original gibt, inzwischen nachgefertigt werden. Wegen der korrosionsanfälligen Substanz des 2CV werden außerdem oftmals nachträglich Fahrgestelle und Komponenten aus verzinktem oder rostfreiem Material verwendet, um eine langfristige Erhaltung des Fahrzeugs zu erreichen.
Laut dem Abschlussbericht des Bundesamtes für Wirtschaft und Ausfuhrkontrolle wurden zwischen dem 27. Januar 2009 und dem 31. Juli 2010 171 Citroën 2CV verschrottet, um die Umweltprämie zu erhalten.

### Name und Spitznamen
Der Name 2CV leitete sich von der Kennzahl Cheval fiscal im französischen Kfz-Steuersystem ab, wie dies auch bei vielen anderen französischen Modellen dieser Zeit üblich war, beim „Cremeschnittchen“ Renault 4CV oder der „Gangsterlimousine“ Citroën Traction Avant, die je nach Motorisierung 7CV, 11CV oder 15CV hieß. Insbesondere beim relativ schwach motorisierten 2CV wird oft fälschlicherweise angenommen, diese Werte bezögen sich direkt auf die Motorleistung und würden der gängigen Pferdestärke (chevaux vapeur) entsprechen. In die „CV“ fließen jedoch weitere Faktoren mit ein, früher auch die Anzahl der Gänge, die Getriebeübersetzung und die Reifengröße. So musste man für den 2CV je nach Baujahr und Motorisierung zwischen 2 und 3 CV Kfz-Steuern zahlen. Entsprechend wurde er in den 1960er-Jahren eine Zeit lang als 3CV verkauft, jedoch wurde trotz der höheren Steuerklasse wieder zum bereits eingebürgerten 2CV als Namen zurückgekehrt.
In Deutschland und Österreich wurde das Modell umgangssprachlich „Ente“ genannt. Diese Bezeichnung ist aus den Niederlanden übernommen worden, wo ein Journalist 1948 den Wagen beim ersten Anblick als de lelijke eend („das hässliche Entlein“) bezeichnete, nach dem gleichnamigen Märchen von Hans Christian Andersen. Somit war das Fahrzeug (und auch ein Club) in den 1950er-Jahren schon so getauft, bevor 1959 der Import nach Deutschland begann. Sehr spät wurde der Ausdruck von Citroën in Deutschland selbst aufgegriffen. Eine weitere Möglichkeit, für die Verwendung „Ente“, ist die Übersetzung „2 Canard Vitesse“ (2 CV), was im Deutschen „schnell wie zwei Enten“ bedeutet.
Auch in anderen nordeuropäischen Sprachräumen hat der 2CV einen aus dieser niederländischen Wurzel abgeleiteten Namen bekommen, so ugly duckling – neben tortoise – im Englischen. Im Herkunftsland Frankreich wurde der Wagen stattdessen deux chevaux (frz. für „zwei Pferde“) abgekürzt deuche oder deux-pattes („Doppel-Pfote“) getauft. Von deux chevaux [dø ʃə.vo] ist in der Deutschschweiz und den grenznahen Gebieten Deutschlands die Kurzform „Döschwo“ oder „Döschewo“ als eingedeutschter Spitzname abgeleitet. In vielen Ländern wurde die direkte Übersetzung von „zwei Pferde“ (deux chevaux) als Name gewählt, wie etwa in Spanien dos caballos oder in Italien due cavalli. Dagegen wird der Wagen in Argentinien el coche rana („das Froschauto“) oder einfach „Citro“ genannt.

### Wahrzeichen
Der Citroën 2CV gilt als Klassiker und automobiles Wahrzeichen Frankreichs. In Frankreich, ehemaligen französischen Kolonien aber auch in diversen anderen Staaten wie Luxemburg, Belgien, Niederlande, Slowenien, Bosnien oder Griechenland wurden Briefmarken veröffentlicht, die das Fahrzeug abbilden.

## Technik

### Motor

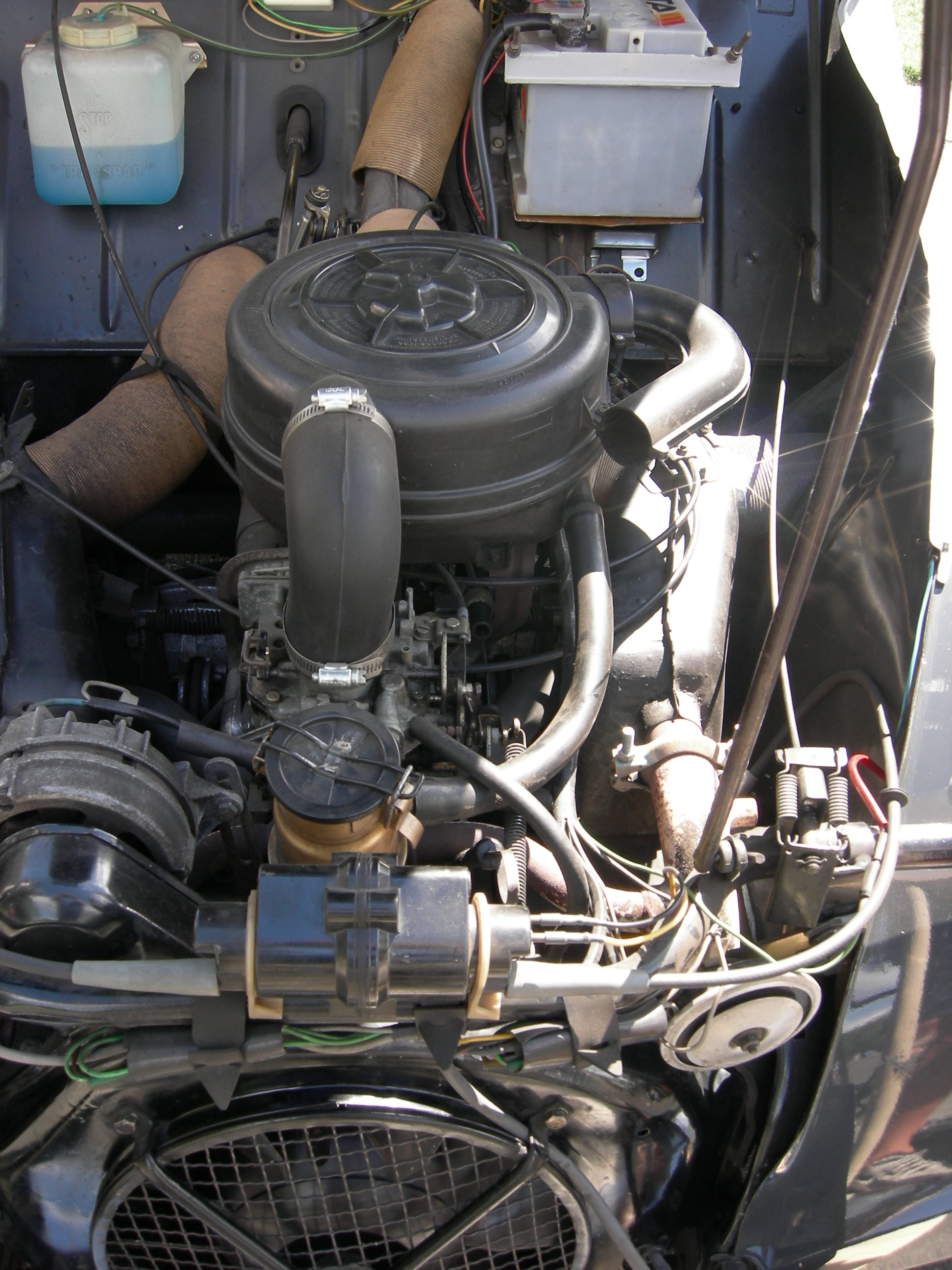
Motorraum eines 2CV

Die luftgekühlten Zweizylinder-Boxermotoren hatten eine untenliegende Nockenwelle und über Stößel, Stoßstangen und Kipphebel betätigte hängende Ventile. Die Brennräume waren halbkugelförmig. Anfangs betrug der Hubraum 375 cm³ und die Leistung 6,6 kW (9 PS). 1955 wurde der Hubraum auf 425 cm³ erweitert, die Leistung stieg auf 8,8 kW (12 PS), 1963 dann auf 12 kW (16 PS). Ab 1966/1967 wurde zusätzlich das aus Belgien stammende Modell AZAM 6 in Deutschland als 3CV angeboten. Der Wagen hatte den 602-cm³-Motor des Ami 6 mit 15 kW (21 PS) und auch dessen verstärktes Fahrwerk.
1970 erschien der 2CV4 mit einem neuen 435-cm³-Motor mit 17 kW (23 PS) bei 7000/min, dessen Produktion 1978 eingestellt wurde. Ebenfalls 1970 erschien der 2CV6 mit dem neuen, bereits seit 1968 im AK 350 (lange Kastenente), der Dyane 6 und dem AMI 6/AMI 8 eingebauten 602-cm³-Motor mit zunächst 21 kW (28 PS) bei 6750/min, ab 1976 mit dünneren Ansaugrohren und 18 kW (25 PS) bei 5750/min, ab 1980 mit Registervergaser und 29 PS bei 6750/min und ab 1986 mit einem von 8,5 : 1 auf 7,75 : 1 reduzierten Verdichtungsverhältnis für bleifreies Normalbenzin und 21 kW (28 PS) bei 5750/min. Mitte der 1980er-Jahre war der 2CV in der Bundesrepublik Deutschland zeitweise wie Fahrzeuge mit ungeregeltem Abgaskatalysator als „bedingt schadstoffarm“ steuerbegünstigt.
Die 602-cm³-Motoren erreichten in der Entwicklungsstufe ab etwa 1972 bis dahin zumindest für Kleinwagen ungeahnte Laufleistungen. Bei ausreichender Wartung sind 300.000 km keine Seltenheit. Nach deutscher Steuerformel werden die 602-cm³-Motoren durch das Abrunden von π/4 auf 0,78 beim Kolbenquerschnitt auf 597 cm³ heruntergerechnet (siehe Hubraum und Kfz-Steuer).
Die „Ente“ ist eines der wenigen Fahrzeuge, deren Leistung der Basismotorisierung sich im Laufe der Entwicklungsstufen deutlich mehr als verdreifachte. Der Verbrauch der Motoren lag bei den älteren Ausführungen zwischen 5 und 7 Liter Benzin auf 100 Kilometer. Die in den letzten Produktionsjahren gebauten Motoren überschritten selten die 8-Liter-Grenze. Die erste Ausführung mit 9 PS erreichte eine Höchstgeschwindigkeit von etwa 60 km/h; die letzten Typen mit 29 PS Leistung schafften eine Höchstgeschwindigkeit von 115 km/h.
Bei allen 2CV war es möglich, den Motor mithilfe der Wagenheberkurbel zu starten. Der elektrische Anlasser wurde lange Zeit nicht mit dem Zündschlüssel aktiviert, sondern mit einem Seilzug „eingespurt“, das heißt an das Schwungrad heranbewegt (nicht vergleichbar mit dem Seilzuganlasser der DKW Hobby).

### Zündanlage

2CV Schema der Zündanlage

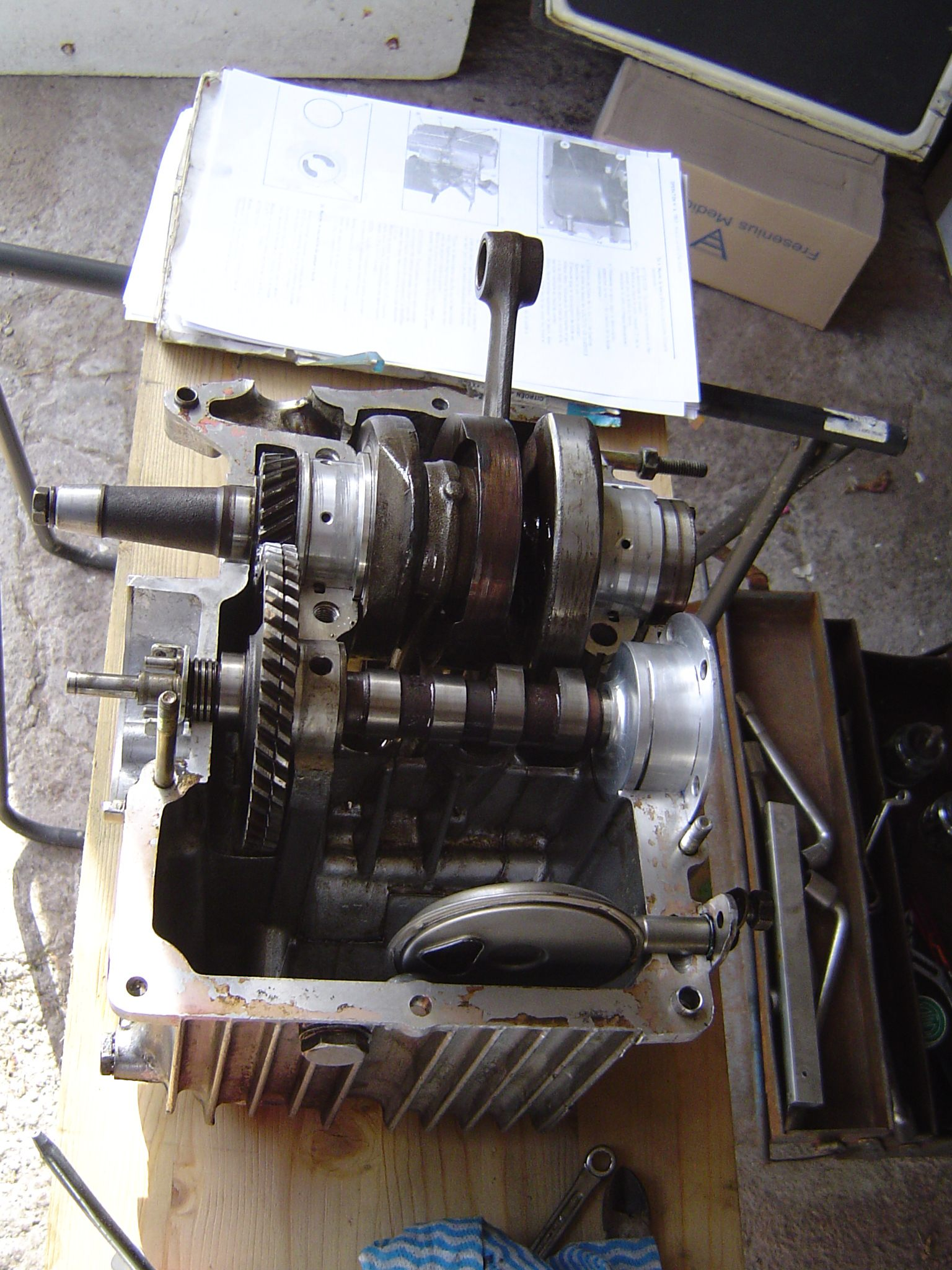
Rechte Hälfte eines 2CV-Motors: Kurbelwelle mit ungeteilten Pleueln über der Nockenwelle mit Ölpumpengehäuse hinten und Antrieb des Unterbrechers vorn

Der Motor hat eine Batteriezündung ohne Zündverteiler. Der Unterbrecherkontakt befindet sich in einem Gehäuse, das stirnseitig am Ende der Nockenwelle auf dem Motorgehäuse verschraubt ist. Zur Zündzeitpunkteinstellung lässt es sich verdrehen. Zugänglich sind Unterbrecher und Kondensator nur nach Demontage des Schutzgitters und des Lüfterrades. Am Ende der Nockenwelle sitzen auf einem Fliehkraftversteller zwei Unterbrechernocken mit 180° Versatz. Eine in der Mitte auf dem Scheinwerferträger quer zur Fahrtrichtung angeordnete Zündspule, bei der Primär- und Sekundärwicklung galvanisch getrennt sind, versorgt beide Zündkerzen. Während im einen Zylinder der Zündfunke im Zündzeitpunkt gegen Ende des 2. Taktes die Verbrennung auslöst, verpufft er als Wasted Spark („vergeudeter Funken“) im 4. Takt (Ausstoßen) des anderen Zylinders.
Damit ist eine konstruktiv einfache Zündanlage möglich, vergleichbar mit der eines Einzylindermotors. Wegen der schlechten Zugänglichkeit des Unterbrechers wurden in der Fanszene verschiedene elektronische Zündanlagen entwickelt und angeboten.

### Getriebe
Das mechanische Getriebe ist in Fahrtrichtung hinter dem Motor angeflanscht. In den Prototypen hatte das Getriebe einen Rückwärtsgang und drei Vorwärtsgänge, in der Serie wurde ein Schnellgang ergänzt, der im Schaltschema mit „S“ bezeichnet war und sich nur vom dritten Gang aus schalten ließ. Mit der Einführung der überarbeiteten 435-cm³- und 602-cm³-Motoren wurde der Schnellgang zum normalen vierten Gang und ließ sich auch normal aus der Leerlaufgasse schalten. Dies erfolgte im Modelljahr 1970, gleichzeitig mit der Einführung des senkrechten Abschlussbleches mit den neuen Rückleuchten. Beim neuen Getriebe wurde der Schalthebel im oberen Gehäusedeckel eingebaut.
Die Gänge werden mit einer Revolverschaltung eingelegt. Der Schaltstock ragt in der Mitte unterhalb des Scheibenwischermotors aus der Spritzwand. Der erste Gang ist nicht synchronisiert und liegt hinter dem Rückwärtsgang (Z-Schaltschema).
Ab 1955/56 wurde der 2CV mit Fliehkraftkupplung gebaut, die ab einer Motordrehzahl von 1000/min den Kraftschluss herstellt. Dadurch ist es möglich anzufahren und anzuhalten, ohne das Kupplungspedal zu betätigen, da automatisch ein- und ausgekuppelt wird, was das Fahren in der Stadt angenehm macht. Um den nächsten Gang einzulegen, muss aber klassisch mit Kupplung geschaltet werden.

### Karosserie

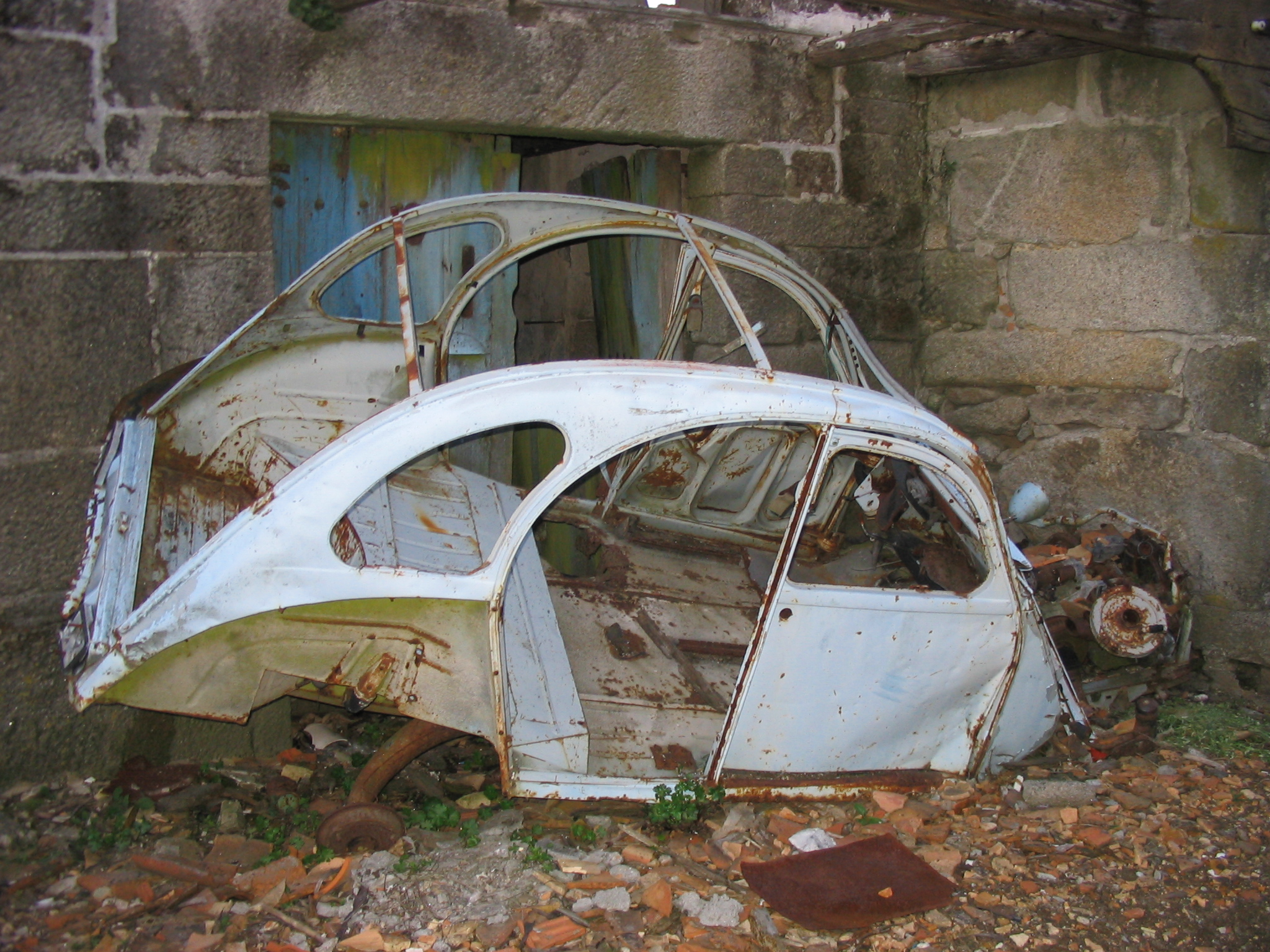
Karosserie des 2CV

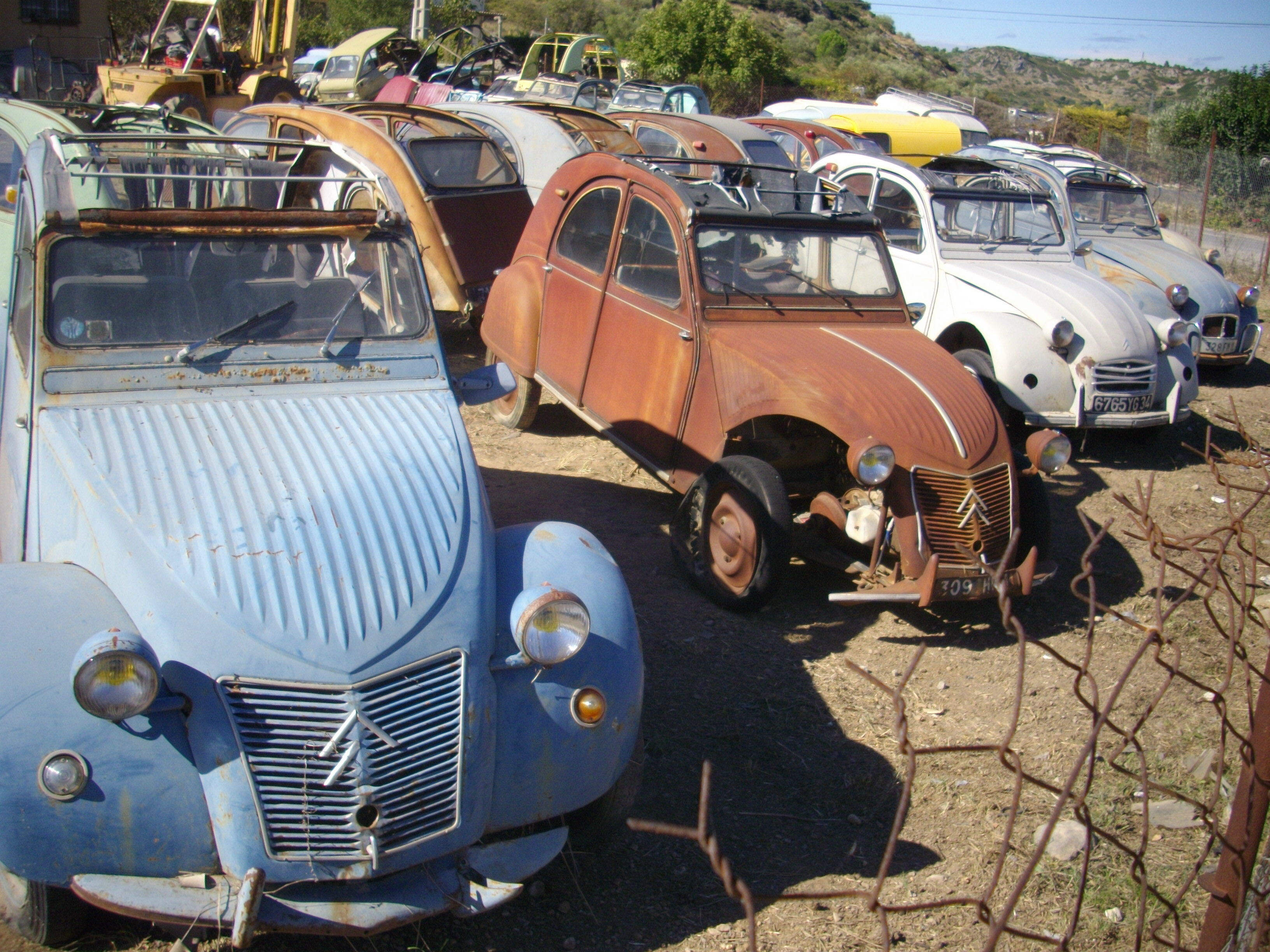
„Entenfriedhof“ in Narbonne

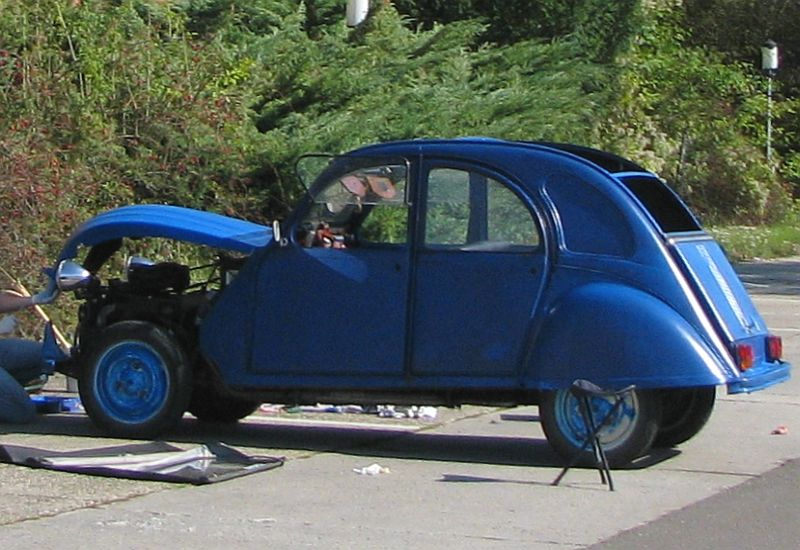
Zu Wartung und Reparaturen leicht abschraubbare vordere Kotflügel

Die Karosserie des 2CV, ein viertüriger Stahlaufbau, ist wie die meisten Anbauteile mit dem Fahrgestell, einem Kastenrahmen, verschraubt. Die Scharniere an der Karosserie (Hauben und Türen) bestanden zunächst aus einfachen Blechfalzen, in denen gebogene Teile ineinanderlaufen. Die anfangs hinten angeschlagenen vorderen Türen wurden später an echten Scharnieren vorn angeschlagen. Der untere Teil der vorderen Fenster konnte hochgeklappt werden. Schiebefenster oder versenkbare Fenster gab es nicht. Statt eines festen Fahrzeugdaches aus Stahl hatte das Auto ein aufrollbares Verdeck, bei den Prototypen aus Segeltuch, später aus Stoff und zuletzt aus Vinyl. Zum Öffnen waren zwei Verschlüsse zu entriegeln und das Rolldach aus Spannbügeln zu nehmen, dann wurde es nach hinten gerollt – nicht wie ein Faltdach geschoben – und mit zwei Haltebändern fixiert. Bei der Gestaltung der Karosserie wurde anfangs weder auf besondere Schönheit noch geringen Luftwiderstand Wert gelegt. Der cw-Wert der Ente beträgt 0,508.
In einem Verkaufsprospekt von 1961 hob Citroën unter der Überschrift „Komfortabel“ unter anderem hervor, dass die Insassen im Sommer „dank der ausgezeichneten Lüftung über angenehme Frische und im Winter dank der wirkungsvollen Heizung über große Wärme“ verfügen. Die Lüftung bestand in erster Linie aus einer schmalen, fast über die ganze Breite des Fahrzeugs reichenden Klappe unter der Windschutzscheibe.
Die vorderen Kotflügel des 2CV sind mit jeweils vier Muttern an der Karosserie und dem Lampenträger angeschraubt. Die Muttern haben wie die Radmuttern eine Schlüsselweite von 19 mm und können so mit der Wagenheberkurbel gelöst werden. Dadurch kann mit wenig Aufwand der Antrieb gut zugänglich gemacht werden, was Wartungsarbeiten erleichtert.
Die Einfachheit der gesamten Karosserie ermöglichte eine kostengünstige Produktion, doch litt darunter neben dem Komfort oft die Qualität. Bei schneller Fahrt begannen die Türen zu flattern, und Feuchtigkeit dauerhaft aus dem Innenraum fernzuhalten galt als fast unmöglich. Die ab Werk mangelhafte oder die von einigen Besitzern vernachlässigte Rostvorsorge brachte vielen „Enten“ das Ende, lange bevor die Technik verschlissen war.

### Fahrwerk
Die Einzelradaufhängungen bestehen aus zwei quer auf dem Fahrgestell verschraubten Querträgern, an denen jeweils zwei in Schrägrollenlagern bewegliche Schwingen montiert sind. Die vorderen Schwingen werden geschoben, die hinteren gezogen. An den äußeren Enden der vorderen Schwingen sitzen die Achsschenkel auf den Achsschenkelbolzen. An den Enden der hinteren Schwingen sind die Radlager und die Ankerplatten der Trommelbremsen montiert.
Die Zahnstangenlenkung ist im vorderen Querträger integriert. Sie wird über eine einteilige Lenksäule bedient und wirkt über in Kugelgelenken gelagerte, einstellbare Spurstangen auf die Achsschenkel.
Längs beider Fahrgestellseiten sind zylindrische Gehäuse montiert, die jeweils zwei Schraubenfedern, Federteller und Zugstreben enthalten. An jeder Schwinge ist eine der Zugstreben angelenkt, über die die Schwinge auf einen Federteller und eine Feder wirkt. Aus dem kurzen Hebel der Zugstrebe an der langen Schwinge resultiert trotz kurzer Federn ein großer Federweg. Das Gehäuserohr war zunächst in gewissen Grenzen verschiebbar, sodass ein Einfedern des Vorderrads beim Überfahren eines Buckels die Federkraft am Hinterrad (der gleichen Fahrzeugseite) erhöht, es also ausfedern lässt. Später wurden die Federgehäuse fest am Rahmen montiert, um die Nickneigung des Fahrzeugs zu verringern. Da keine Stabilisatoren vorhanden sind, ist die Geländegängigkeit hoch, die Seitenneigung bei Kurvenfahrt aber erheblich. Wegen der leichten Karosserie, des tief liegenden Boxermotors sowie des tief liegenden Tanks ergibt sich ein günstiger Schwerpunkt, sodass ein Umkippen fast unmöglich ist.
Das Besondere an dieser Art von Federung ist die einstellbare Bodenfreiheit. Dazu verändert man die Länge der Zugstange zwischen Schwingarm und Federpaket. Eine höhere Bodenfreiheit führt jedoch zu einem stärkeren Knickwinkel der Antriebswellen-Gelenke, wodurch deren Verschleiß deutlich erhöht wird.
Bedingt durch die großen Federwege wurde der 2CV von Produktionsbeginn an mit einer handbedienten Leuchtweitenregulierung für die Scheinwerfer ausgerüstet. Der Fahrer kann vom Innenraum aus per Handrad über eine dünne Stange, die mit dem beweglichen Scheinwerfergestell durch einen Gewindetrieb verbunden ist, die Leuchtweite stufenlos regulieren.
Die Schwingungsdämpfer früher Modelle sind seitlich an den Lagern der Schwingen aufgesetzte Reibungsdämpfer. Zusätzlich zu diesen Reibungsdämpfern sind Trägheitsdämpfer an den Enden der Schwingarme montiert. Spätere Modelle sind stattdessen mit parallel zu den Zugstreben der Federung montierten hydraulischen Stoßdämpfern ausgerüstet.
Der 2CV hat im Gegensatz zur Kurbellenkerachse zum Beispiel im VW Käfer nur einen relativ langen Längslenker je Rad an der Vorderachse, was sich in erheblichen Schwankungen des Nachlaufs auswirkt. Der Nachlaufwinkel ist mit 14 Grad (unbeladen) ungewöhnlich hoch, erkennbar an stark gekippt erscheinenden eingeschlagenen Vorderrädern. Nötig wird der große Winkel, um auch bei ausgefederten Vorderradschwingen noch Rückstellkräfte zu erzeugen. Lenkkräfte am Lenkrad sind dann gering, bei beladenem Fahrzeug und in schnell gefahrenen Kurven jedoch hoch.
Anfangs waren alle Fahrzeuge rundum mit Trommelbremsen ausgerüstet. Ab 1981 wurden vorne Scheibenbremsen eingebaut. Um die ungefederten Massen gering zu halten, liegen die vorderen Bremsen am Getriebeausgang, sodass die Gelenkwellen nicht nur Antriebskräfte, sondern auch Bremskräfte übertragen. Die Gelenkwellen unterliegen dadurch einer hohen Belastung. Eine gebrochene Gelenkwelle führt zum Ausfall der Bremswirkung auf der betreffenden Seite. Zudem werden die Bremsen schlechter gekühlt als solche, die am Rad angeordnet sind. Deshalb werden die Scheibenbremsen über Luftleitbleche mit Kühlluft aus dem Gebläsekasten versorgt. Die Handbremse wirkt auf die Vorderräder, bei Modellen mit Scheibenbremsen über einen separaten kleineren Bremssattel, der mit einem Seilzug betätigt wird.
Auf die mit drei Muttern befestigten 15-Zoll-Stahlräder waren serienmäßig 125 mm breite Reifen aufgezogen. Die schmalen, relativ großen Räder ermöglichten gute Haftung auf losem Untergrund. Die guten Fahreigenschaften vor allem im tiefen Schnee waren aber auch im Vorderradantrieb begründet.
Die hydraulisch betätigte Bremse des 2CV kam ab 1970 ohne Bremsschläuche aus; Bewegungen des Getriebes (vorn) und der Schwingen (hinten) wurden mit Wendeln der stählernen Bremsleitungen ausgeglichen.
Der 2CV wurde ursprünglich mit 400 mm Felgendurchmesser geliefert und später mit 15 Zoll (= 381 mm), wie auch der VW Käfer. Als eines der allerersten Autos überhaupt kam der 2CV mit Gürtelreifen heraus. Der Reifenhersteller Michelin besaß die Mehrheit an Citroën. 

## Modellvarianten

### Limousinen
| Jahr | Entwicklungsschritte |
| ---- | --- |
| 1949 | Der erste ausgelieferte 2CV (A) hat 375 cm³ Hubraum, 9 PS, 65 km/h Höchstgeschwindigkeit, nur 1 Rücklicht und Scheibenwischer mit Tachowellenantrieb (die Wischgeschwindigkeit war abhängig von der Fahrgeschwindigkeit) |
| 1951 | Der 2CV erhält ein Zündschloss und eine abschließbare Fahrertür. |
| 1954 | Der ovale Rahmen um das Citroën-Zeichen auf dem Kühlergrill wird entfernt. Der Tacho bekommt eine Beleuchtung für die Nacht. |
| 1955 | Der 2CV erhält seitliche Blinker oben hinter den Fondtüren. Er wird auch mit 425 cm³ Hubraum (AZ), 12,5 PS Motorleistung und einer Höchstgeschwindigkeit von 80 km/h angeboten. |
| 1957 | Eine Heizung/Lüftung wird eingebaut. Die Farbe des Lenkrads wechselt von Schwarz zu Grau. Die Rückspiegel und das Heckfenster werden vergrößert. Die Motorhaube wird mit einem Längsstreifen aus Aluminium verziert (AZL). Im September 1957 erscheint zudem das Modell AZLP (P für „porte de malle“, Heckklappe) mit einem Kofferraumdeckel aus Blech. Damit entfällt das Öffnen des Stoffverdecks an der Unterseite, um an den Kofferraum zu gelangen. |
| 1958 | Produktionsbeginn einer höherwertigen Variante (AZL3) in einem belgischen Citroën-Werk. Sie hat erstmals ein drittes Seitenfenster und weitere in der Normalversion nicht erhältliche verbesserte Details. |
| 1960 | Die Produktion des 375 cm³-Motors wird eingestellt. Auf den vorderen Kotflügel werden für den Export nach Deutschland eckige Blinker angebaut, die runden Blinker folgen erst 1970. Die Wellblechmotorhaube wird durch eine 5-rippige Hochglanzhaube ersetzt. Gleichzeitig wird auch der Kühlergrill etwas verändert (flachere Form mit bogenförmiger Oberkante). |
| 1962 | Die Motorleistung wird auf 14 PS und die Höchstgeschwindigkeit auf 85 km/h erhöht. Außerdem werden Sonnenblenden eingebaut. |
| 1963 | Die Motorleistung wird auf 16 PS erhöht. Die Stoßstange wird verändert. Ein elektrischer Wischermotor löst den Antrieb über die Tachowelle ab. |
| 1964 | Die Türscharniere der Vordertüren befinden sich jetzt vorne. Das Amperemeter wird durch eine Ladekontrollleuchte ersetzt. Der Tacho wird vom Fensterpfosten in das Armaturenbrett verlegt. Anstatt eines Messstabes gibt es jetzt eine Benzinuhr. |
| 1965 | Der Kühlergrill wird wieder verändert: Das Citroën-Logo sitzt jetzt über dem Kühlergrill. Der vielrippige Kühlergrill wird durch drei horizontale Stäbe ersetzt. |
| 1966 | Der 2CV bekommt serienmäßig ein drittes Seitenfenster. Ab September 1966 wird in Deutschland eine in Belgien produzierte Variante mit dem 602-cm³-Ami6-Motor und 21 PS als 3 CV vermarktet (AZAM6). Diese Ausführung befindet sich lediglich bis 1968 im Vertriebsprogramm für einige Exportmärkte, in Frankreich selbst ist dieses Modell nie erhältlich. |
| 1967 | Im Spätsommer 1967 erscheint die etwas besser ausgestattete und stärkere Dyane (AYA), die technisch auf dem 2CV basiert. Ursprünglich als gehobene Version der Ente geplant, soll sie diese später ganz ablösen. Das äußere Erscheinungsbild unterscheidet sich durch die in die Kotflügel eingelassenen Scheinwerfer und eine Karosserie, die auf Rundungen weitgehend verzichtet und so Seriosität ausstrahlen soll. Das Auto soll vorzugsweise die nach Einführung des Renault 4 abgewanderten Käuferschichten ansprechen. Zwischen September 1967 und Juni 1984 werden etwa 1,4 Millionen Exemplare gebaut. Der 2CV bleibt dennoch sechs Jahre länger in der Produktion als die Dyane. |
| 1970 | Die Rücklichter und vorderen Blinker werden verändert. Ab 1970 gibt es nur noch zwei Modellreihen: 2CV 4 (AZKB) mit 435 cm³ und 2CV 6 (AZKA) mit 602 cm³ Hubraum. |
| 1971 | Die vordere Sitzbank wird durch zwei einzelne Sitze ersetzt. |
| 1972 | Serienmäßig werden jetzt 3-Punkt Sicherheitsgurte eingebaut. |
| 1973 | Der 2CV bekommt neue Sitzbezüge, ein gepolstertes Einspeichenlenkrad und Aschenbecher. |
| 1975 | Aufgrund von neuen Abgasnormen wird die Leistung von 28 PS auf 25 PS gedrosselt, um den Schadstoffausstoß zu verringern. Die runden Scheinwerfer werden durch eckige ersetzt, welche vom Innenraum aus in der Höhe verstellbar sind. Ein neuer Kühlergrill aus Plastik ersetzt den alten (das Citroën-Logo sitzt jetzt wieder mitten auf dem Kühlergrill). Die Stoßstange wird geändert. |
| 1976 | Nachdem die Dyane auf den Markt gekommen war, fallen die Verkaufszahlen zunächst rapide. Zwischen 1975 und 1990 wird der AZKB unter dem Namen „2CV Spécial“ als drastisch abgespeckte Grundversion verkauft. Er ist vorerst nur in Gelb zu haben, die hinteren Seitenfenster sind verschwunden, das Dach lässt sich wie früher von außen öffnen, die Sitze sind mit Kunstleder bezogen und die Scheinwerfer sind wieder rund. Außerdem erhielt er wieder den kleinen, eckigen Tacho und die schmale Heckstoßstange. |
| 1978 | Den 2CV Spécial gibt es jetzt auch in den Farben Rot und Weiß; zusätzlich bekommt er wieder ein drittes Seitenfenster. |
| 1981 | Ursprünglich als limitierte Sonderserie geplant, wurde der anfangs nur in Rot-Schwarz erhältliche Charleston dank der großen Nachfrage ins Standardprogramm aufgenommen. Durch Veränderung am Vergaser erreicht er mit 29 PS eine Höchstgeschwindigkeit von 115 km/h. Neben neuen Rückspiegeln bekommt er innenliegende Scheibenbremsen an den Vorderrädern. |
| 1982 | Alle 2CV-Modelle bekommen innenliegende Scheibenbremsen an den Vorderrädern. Der Charleston erhält verchromte Scheinwerfer und die Sitze eine neue Polsterung. Zusätzlich ist er in Gelb-Schwarz erhältlich, die Farbkombination wird jedoch ein Jahr später durch Cormorangrau-Nachtgrau ersetzt. |
| 1986 | Einführung der Sonderserie „I Fly Bleifrei“ in Deutschland und der Schweiz, die statt Normalbenzin auch mit Super-Bleifrei gefahren werden kann. Sie ist an den dem Charleston ähnelnden Mustern zu erkennen. Die Serie wurde hauptsächlich wegen der schärferen Abgasnormen eingeführt. 1987 wurde sie durch die „Sausss-Ente“ ersetzt. |
| 1990 | Der letzte 2CV verlässt am 27. Juli die Produktionshalle in Mangualde/Portugal. Insgesamt wurden 5.114.966 Stück gebaut. |

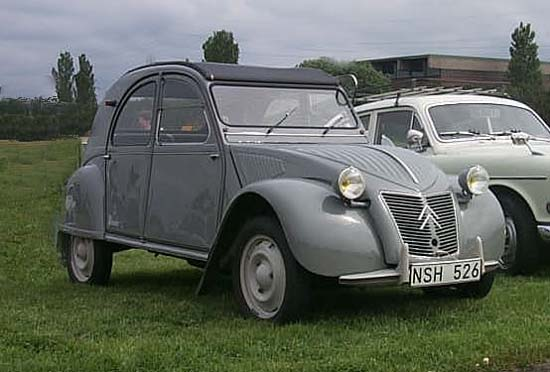
Citroën 2CV (1957–1960)
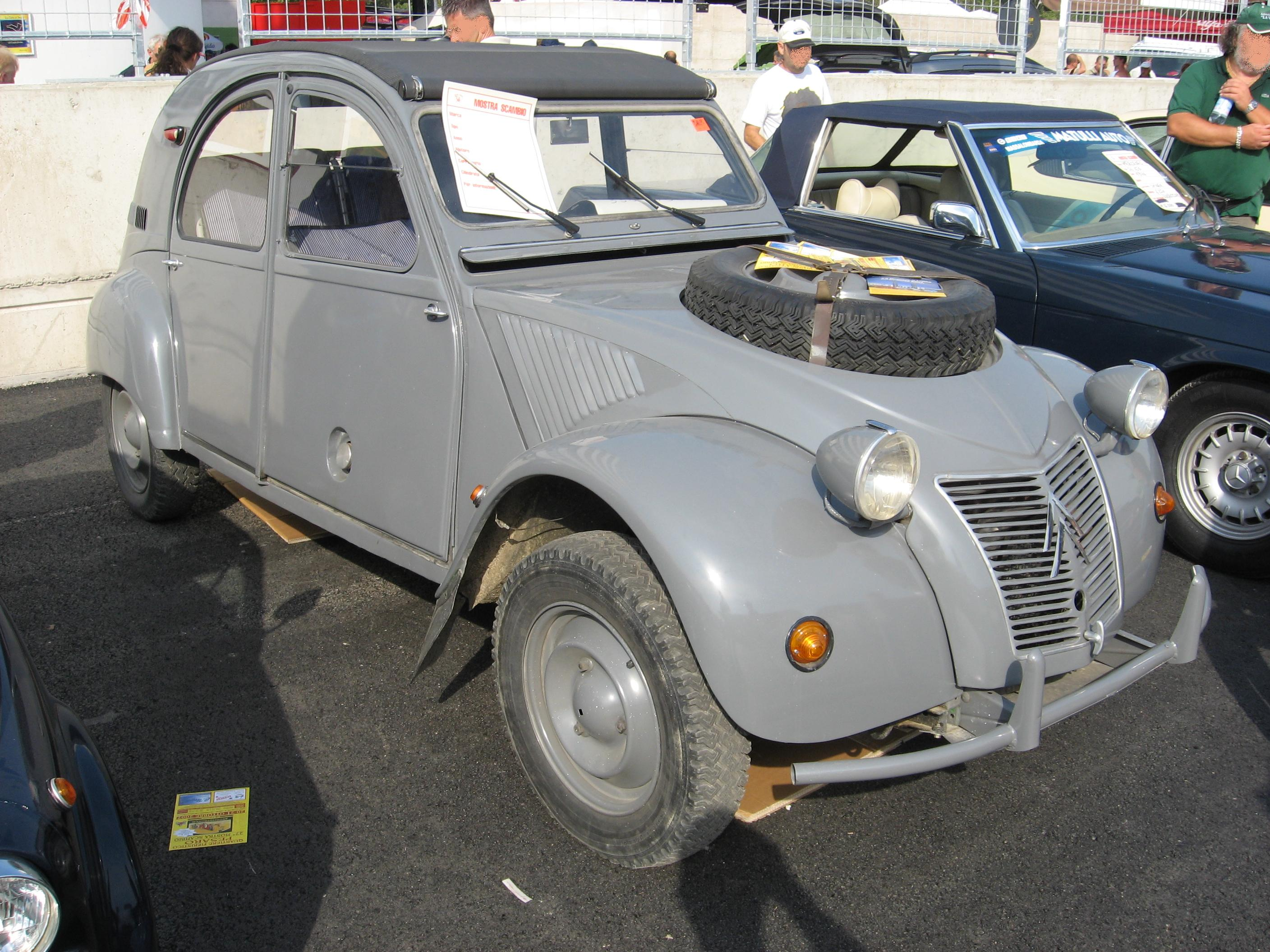
Citroën 2CV Sahara 4×4 (1960–1968)
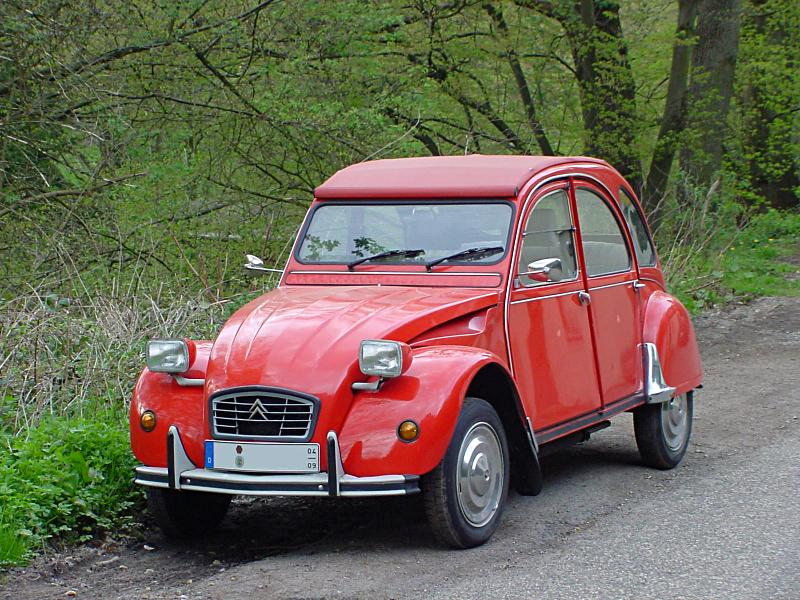
Citroën 2CV (1975–1990)
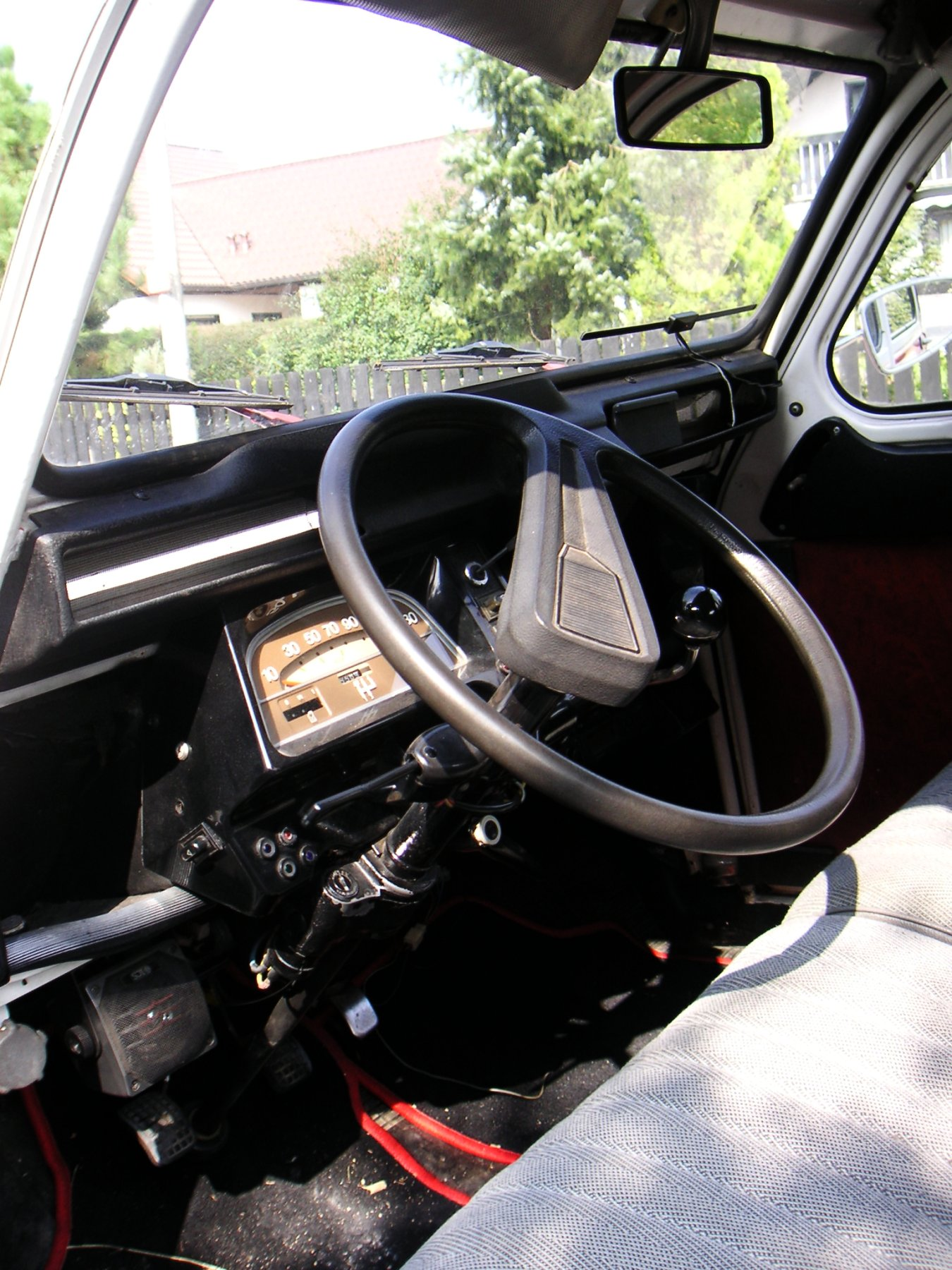
Lenkrad und Armaturen
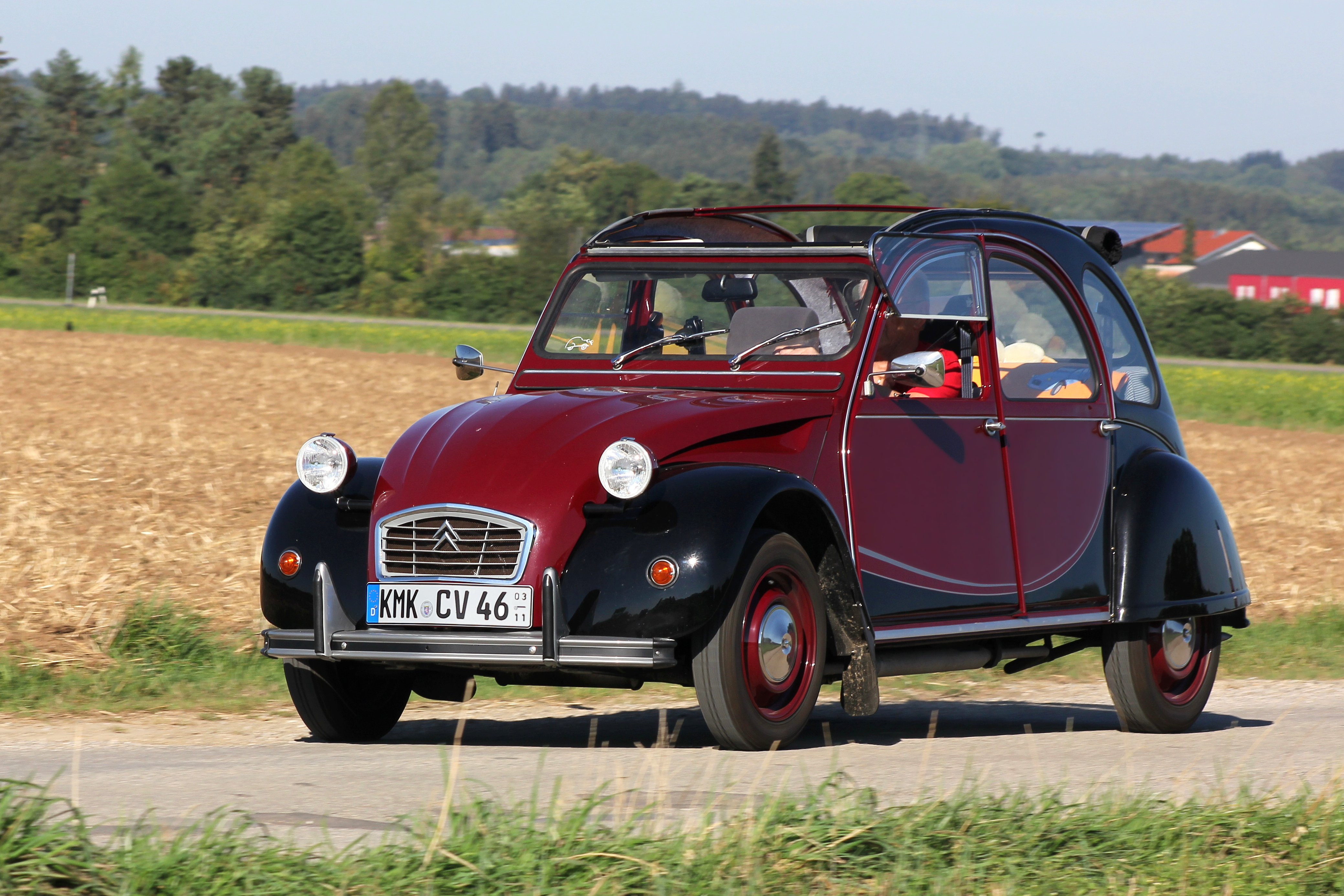
„Charleston“
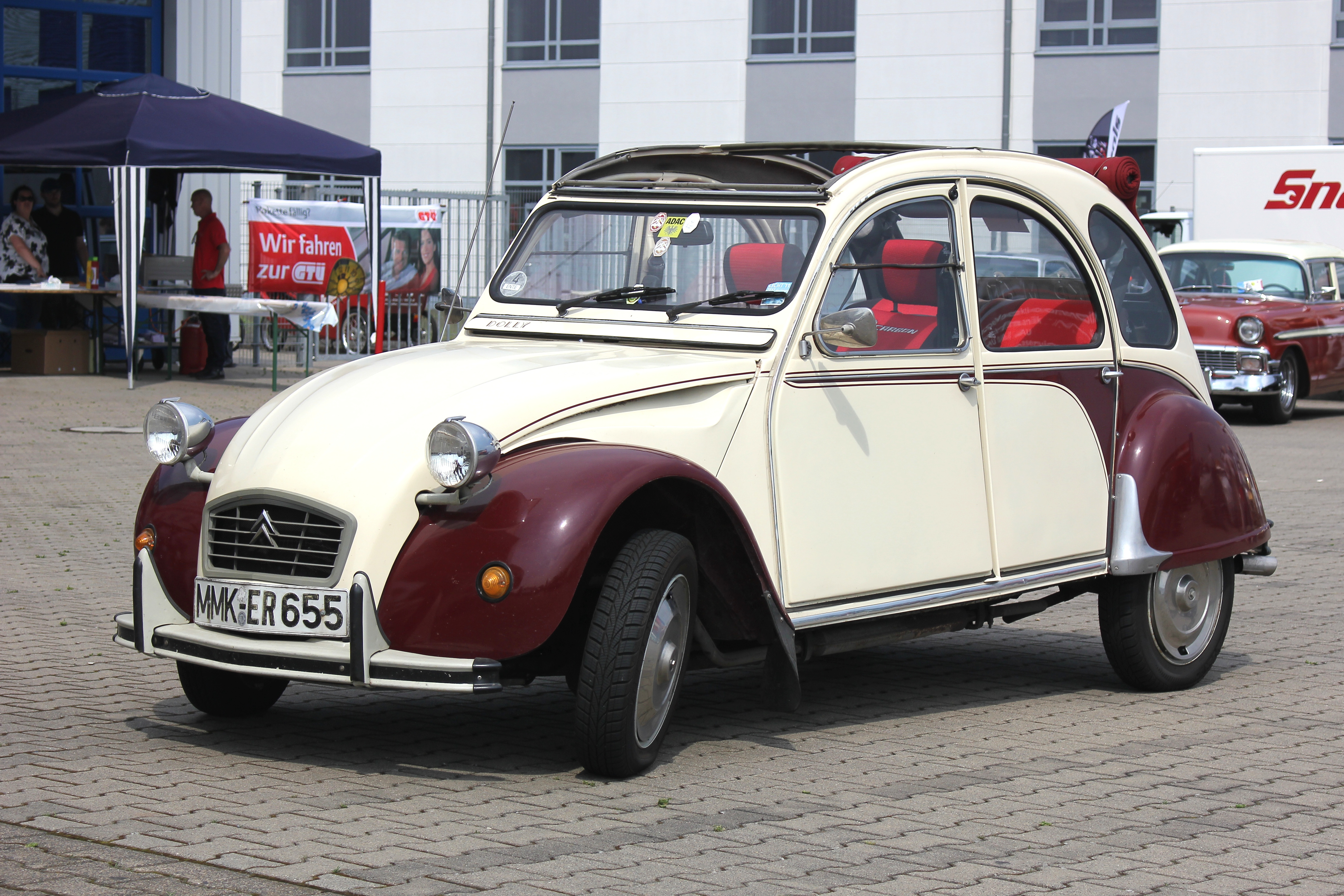
„Dolly“, Baujahr 1987

### Lieferwagen

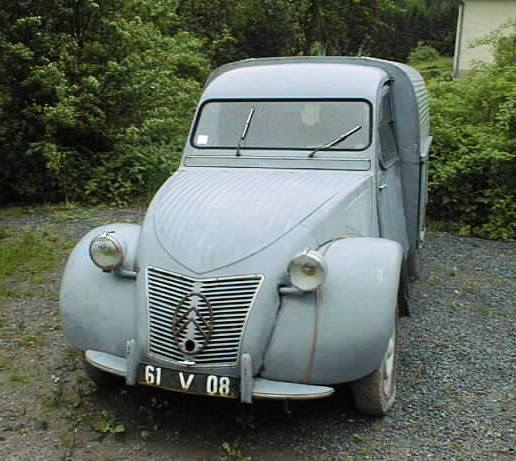
Citroën 2CV AU (1952)

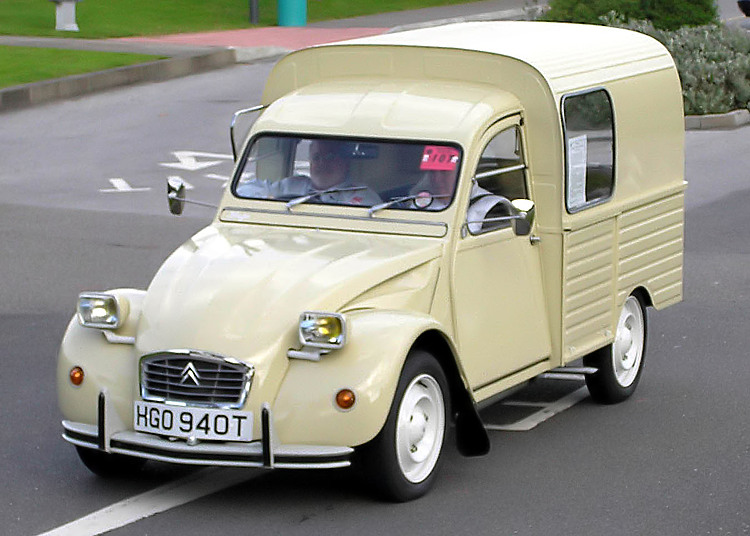
Citroën „Kasten-Ente“ AK 400 (1978)

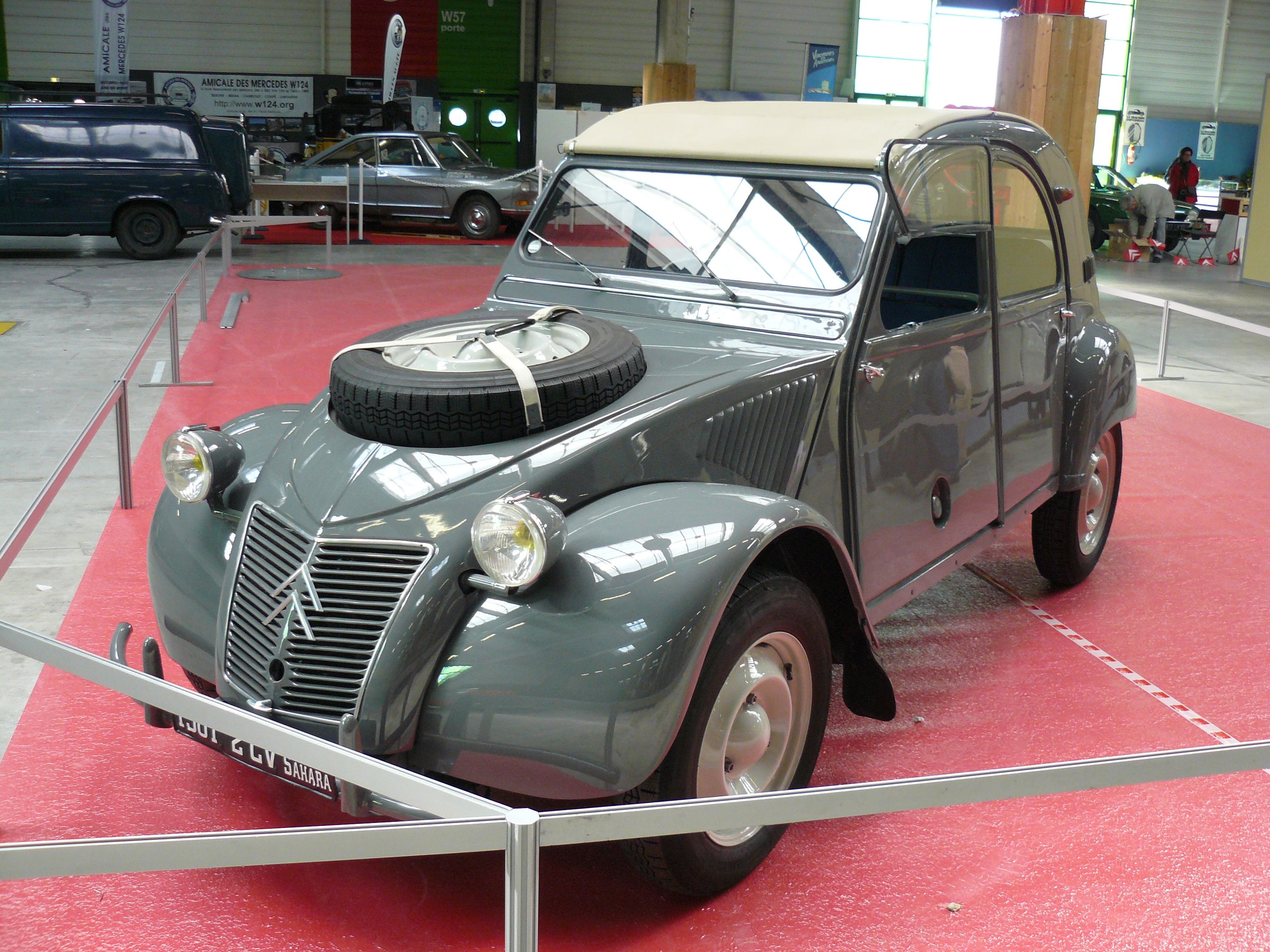
Citroën 2CV 4×4 Sahara

Die im Frühjahr 1951 eingeführten Lieferwagen auf 2CV-Basis unterschieden sich von der Limousine ab der B-Säule durch einen kastenartigen geräumigen Laderaum, der durch zwei Flügeltüren am Heck zu beladen ist. Der Lieferwagen wurde von Citroën als
„Fourgonnette“ bezeichnet.
In Frankreich und der Schweiz waren diese Fahrzeuge häufig bei der Post und kleinen Gewerbebetrieben anzutreffen, während in Deutschland eher die Möglichkeit, günstig ein Wohnmobil zu erlangen, für die Käufer ausschlaggebend war. Technisch machte diese Variante fast dieselben Entwicklungsschritte wie die Limousine durch.
Die Fertigung des auch als „Kasten-Ente“ bezeichneten Lieferwagens wurde Mitte 1978 eingestellt. Im Sommer desselben Jahres nahm die Hochdachvariante der Dyane, die Acadiane, ihren Platz ein.
Die kurzen Ausführungen mit 250 kg Nutzlast:
- AU (1951–1954) mit 375 cm³ und 9 PS
- AZU (AK-A) mit 425 cm³ und 12, 16 und 18 PS
- AZU / AK 250 (AK-B) mit 435 cm³ und 23/24 PS

und die langen Ausführungen auf Ami 6-Fahrgestell mit stärkerem 602-cm³-Motor:
- AK 350 (AK-B) (niedriger Kasten, 350 kg Nutzlast)
- AK 400 (AK-S) (hoher Kasten, 400 kg Nutzlast)
- AYCD (Citroën Acadiane)

### 2CV 4×4 Sahara

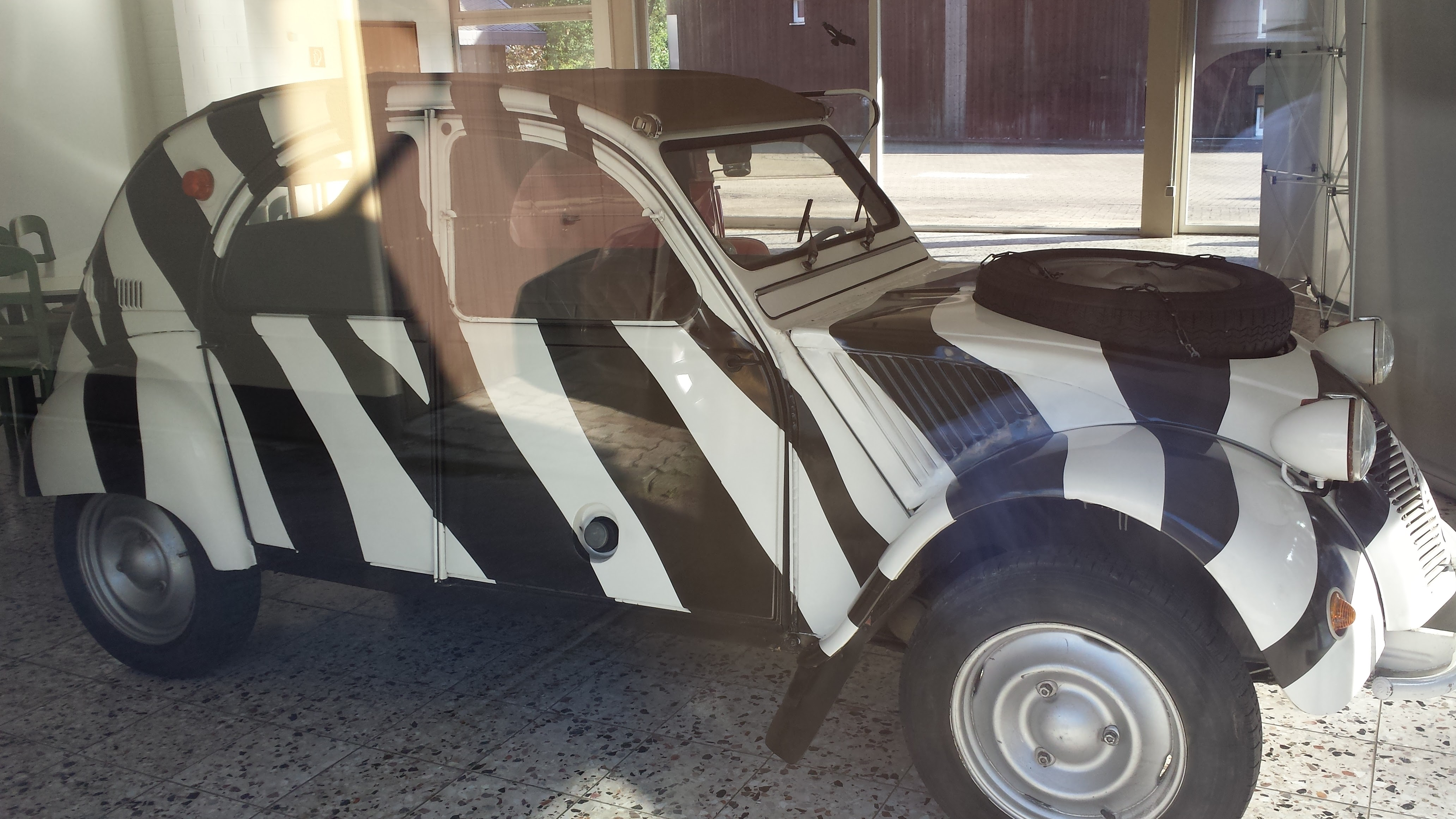
Citroën 2CV 4×4 Sahara im Zebra-Look

1960 erschien der 2CV 4×4 Sahara, später 2CV bimoteur genannt. Er hat eine zusätzliche Motor-Getriebe-Einheit im Heck, die umgekehrt montiert ist und die Hinterräder antreibt. Beide Motoren (und damit auch Achsen) können unabhängig voneinander und auch einzeln betrieben werden und leisten in frühen Exemplaren je 12 PS, in den ab 1964 gebauten je 16 PS. Für die Motoren ist am Armaturenbrett je ein Zündschloss mit Starterknopf, Kontrollleuchte und Choke montiert. Beide Getriebe werden mit nur einem Mittelschalthebel statt der für den 2CV typischen Revolver-Schaltung geschaltet. Für die beiden Motoren sind getrennte 15-Liter-Benzintanks unter den Vordersitzen angebracht, die über Löcher in den Türen betankt werden können. Das Reserverad ist vorn auf der Motorhaube befestigt, die ebenfalls eine Spezial-Anfertigung ist. Auch die Heckklappe unterscheidet sich bei der Sahara-Version von der Serie: Um den luftgekühlten Motor mit Frischluft zu versorgen, hat die Heckklappe eine Öffnung für das Lüfterrad des Motors. Damit das Auto geländetauglicher ist, wurde der Rahmen an einigen Punkten verstärkt und im Frontbereich mit einem Unterfahrschutz versehen. Die hinteren Radabdeckungen hatten einen geschwungenen Radausschnitt. Außerdem kommen die stärkeren Radlager des Citroën Ami 6 sowie größere Reifen zum Einsatz. Der Wagen ist dank des „zuschaltbaren“ Allradantriebs sehr geländegängig, allerdings zum doppelten Preis der Standard-„Ente“. Es wurden bis 1968 nur 693 Exemplare gebaut. Viele wurden von der Schweizer Post als Zustellwagen benutzt, einige kamen in der französischen Armee zum Einsatz. Es sind noch immer begehrte und teure Oldtimer, bei denen gute Exemplare zu Preisen jenseits von 100.000 Euro gehandelt werden.

### Weitere Derivate und Umbauten
Da die mit dem Fahrgestell verschraubte Karosserie des 2CV keine tragende Funktion hatte, war es einfach, sie komplett durch andere Konstruktionen zu ersetzen. Der Citroën Méhari wird allgemein als Derivat der Dyane angesehen.
| Jahr      | Bild | Erläuterung |
| --------- | ---- | --- |
| 1953      |      | Der Citroën 2CV Antem ist ein Einzelstück. Die als viertürige Limousine im Pontonstil gestaltete Karosserie entwarf Philippe Charbonneaux; aufgebaut wurde das Auto bei Antem. |
| 1959–1964 |      | Der Citroën Bijou entstand im englischen Citroën-Werk in Slough. Die Technik entspricht dem ebenfalls im Werk in Slough hergestellten 2CV mit 6 Volt und 12 PS. Von dem Coupé mit einer Karosserie aus glasfaserverstärktem Kunststoff wurden 210 Stück hergestellt, von denen weltweit noch ca. 40 Exemplare zugelassen sind und fahren. Den Bijou gab es nur als Rechtslenker.                                                             |
| 1961–1978 |      | Der Citroën Ami hatte einen Rahmen mit gleichen Abmessungen wie der des 2CV, jedoch stärker und größer. Dieser Rahmen wurde ab Modelljahr 1970 auch bei den 2CVs verwendet. Die Modelle Ami 6 (1961–1969) und Ami 8 (1969–1978) hatten einen 602-cm³-2-Zylinder-Boxermotor. Beim Ami Super (1973–1976) hingegen war es der 4-Zylinder-Boxermotor mit 1015 cm³ und das Getriebe vom Citroën GS sowie ein im Vorbau etwas verlängerter Rahmen. |
| 1968–1987 |      | Der Citroën Méhari ist ein offenes Freizeitauto auf Basis des 2CV bzw. der Dyane. |
| 1972–1978 |      | Der Citroën Pony oder Namco Pony war ein kleines, vielseitiges Nutzfahrzeug mit 2CV-Technik und einer einfach hergestellten Stahlkarosserie. |
| seit 1982 |      | Der Lomax ist ein englisches Kit Car auf Basis des 2CV |
| 1987–1990 |      | Der Teilhol Tangara ist ein französischer Strandwagen auf Basis des 2CV. Teilhol baute ihn im Einvernehmen mit Citroën als indirekten Ersatz für den Méhari. |
| seit 1988 |      | Das Hoffmann 2CV Cabrio besteht aus einem Kit-Car-Bausatz zum Umrüsten des 2CV. Er wird in Hohenfurch in Bayern hergestellt. |
| seit 2000 |      | Der Burton ist ein niederländisches Kit Car auf Basis des 2CV. |

Bereits 1958 und 1959 entstanden in Belgien 25 Exemplare des Radar, eines Roadsters mit einer Karosserie aus glasfaserverstärktem Kunststoff, durch Robert Radar entwickelt und von Citroën Belgien vermarktet.
2CV bicéphale
Als der Feuerwehrchef des französischen Departements Var, Oberst Hourcastagné, mit seinem Traction Avant nachts in einem Waldweg ohne Wendemöglichkeit stecken blieb, wurde die Idee des 2CV bicéphale ("zweiköpfig") geboren.
Mit Unterstützung durch Citroën und der Regierung des Departements Var erwarb er in den 1950er Jahren zwei 2CV AZL (möglicherweise auch AZLP), um sie zu einem neuen Fahrzeug zu kombinieren. In der Werkstatt Ansart & Teisseire in Ivry-sur-Seine wurden sie in der Mitte auseinandergeschnitten, worauf die Vorderteile zusammengeschweißt wurden. Beide Hälften sind funktional getrennt, d. h. sie haben jeweils einen eigenen Antrieb, eigene Elektrik und Lenkung. Bei normaler Fahrt wird die jeweils hintere Lenkung durch einen Bolzen blockiert und in Geradeausposition gehalten. Im Gelände können beide Motoren genutzt werden, der eine im ersten und der andere im Rückwärtsgang. In schwierigen Situationen ließen sich auch beide Lenkungen benutzen; dadurch konnte das Fahrzeug seitlich fahren oder auch auf sehr engem Raum wenden. Über die jeweils hinteren Scheinwerfer konnte eine Hülle gestülpt werden; in der Mitte hatte sie einen Ausschnitt für ein rotes Glas als Rücklicht.

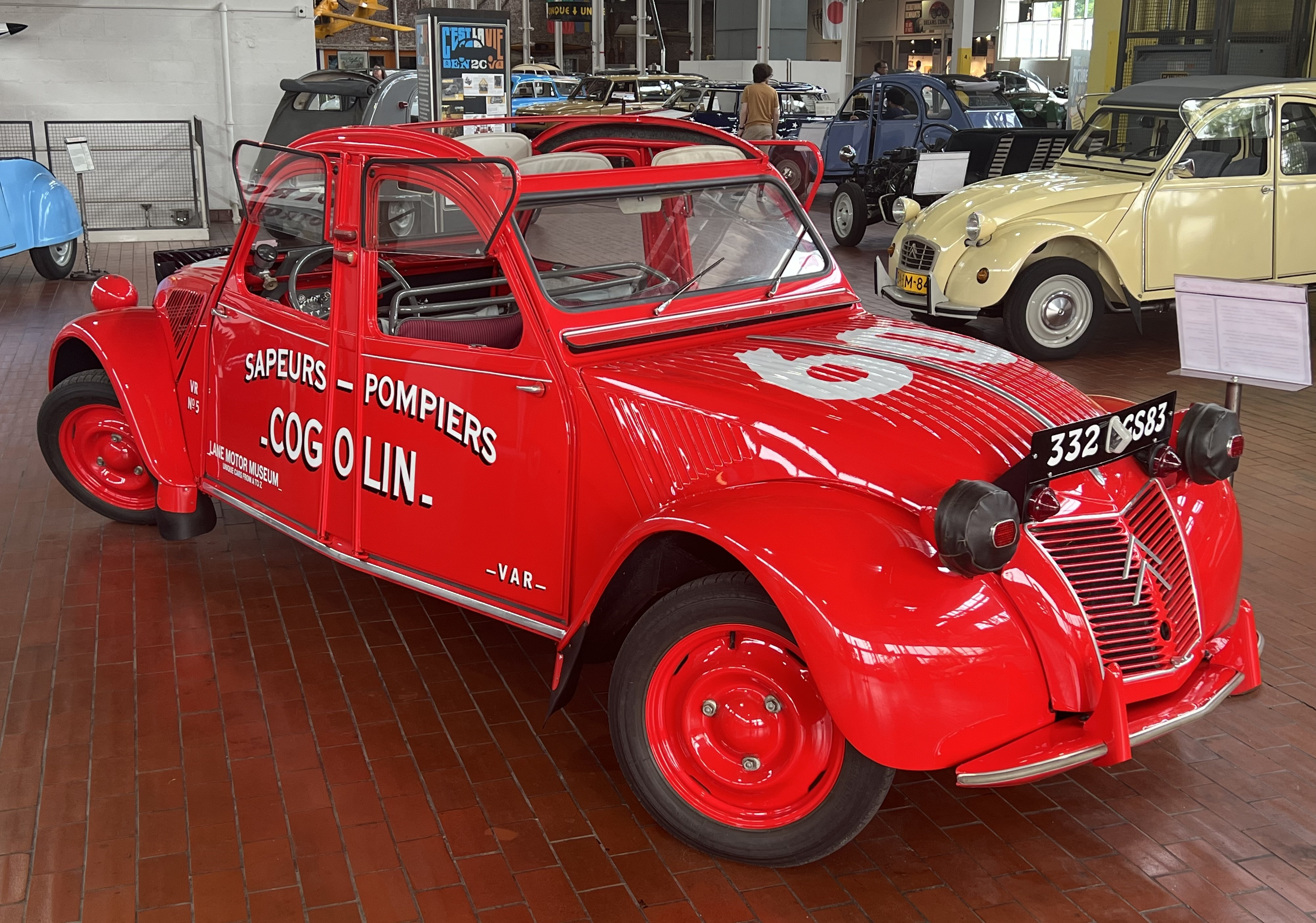
2CV bicéphale (Replika Lane Motor Museum)

Dieses Fahrzeug wurde seit dem 1. September 1955 in der Waldbrandüberwachung eingesetzt. Für die Identifizierung durch einen Hubschrauber trug es die Nummer 60, später 64 auf den Motorhauben.
Bis 1962 war das Fahrzeug bei der Feuerwehr des Departements Var in Draguignan stationiert, danach in Cogolin. 1969/70 wurde es außer Dienst gestellt. Der lange Radstand in Kombination mit der geringen Bodenfreiheit führte zu Problemen in bergigem Gelände. 
Ein zu langer Radstand und ein zu niedriger Boden machten es im Gelände und vor allem in den Bergen schwer manövrierbar.
Das Institut national de l’audiovisuel stellt ein 1961 gedrehtes Video zur Verfügung, in dem der 2CV bicéphale in Aktion zu sehen ist.
Das Lane Motor Museum in den USA besitzt einen originalgetreuen Nachbau. Auch die „Association Histoire et Patrimoine des Sapeurs-Pompiers du Var“ in Crau besitzt einen funktionsfähigen Nachbau in ihrem Museum.
Gauloises-Enten
1981 ließ der Hersteller von Gauloises-Tabak in einem Preisausschreiben fünf Sonderanfertigungen eines Citroën 2CV verlosen. Jede Gauloises-Ente war in den Gauloises-Farben gehalten und dennoch ein Unikat, denn sie waren meist aufwendig thematisch umgebaut; spektakulär waren die amphibische „Schwimm-Ente“ oder die „Truck-Ente“ mit Sattelauflieger. In den folgenden Jahren wurden noch einige weitere 2CV-Gauloises-Umbauten verlost.

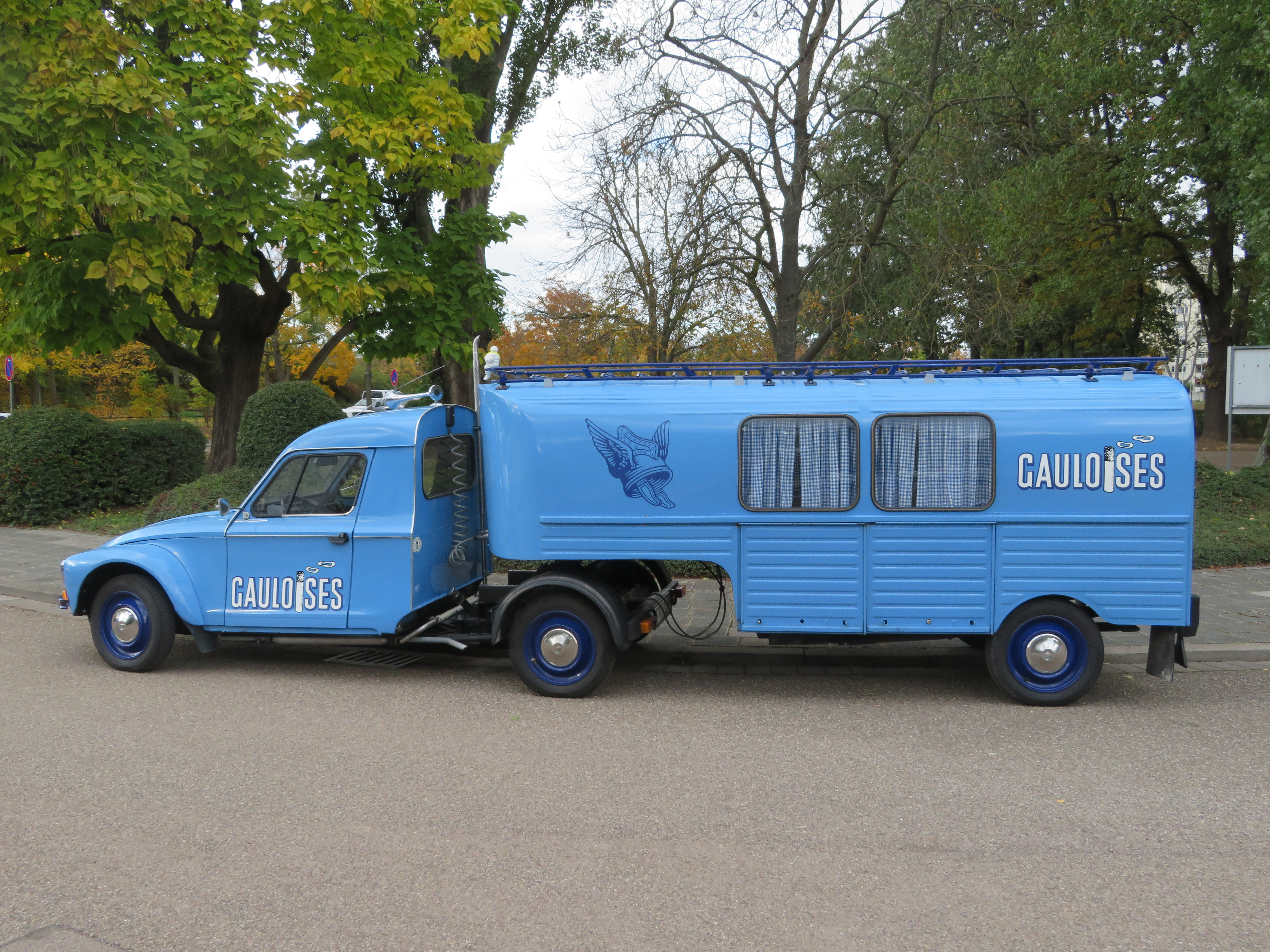
Gauloises-Ente

### Nicht verwirklichte Nachfolger und Studien
Bereits Ende der 1950er-Jahre beschäftigte sich die Styling-Abteilung mit einem Nachfolger für den 2CV. Der futuristisch anmutende, halbkugelförmige Prototyp C1-C10 mit dem Beinamen Coccinelle („Marienkäfer“) entstand. Eine extrem leichte Alu-Karosserie und ein niedriger Luftwiderstandsbeiwert sollten mit einem 18-PS-Motor eine Höchstgeschwindigkeit von 144 km/h ermöglichen. 15 Jahre später stand weniger die Modernisierung des Kleinwagens als seine nostalgische Aufwertung im Vordergrund: die „Retro“-Studie „2CV Pop“ wurde geschaffen, ein 2CV mit repräsentativem Chrom-Kühlergrill im Traction-Avant-Stil und mit 54-PS-Motor aus dem Mittelklassemodell GS, basierend auf dem Chassis des „Ami Super“.

### Aktuelle Nachrüstmöglichkeiten
Seit dem Jahr 1991 wird für den 2CV als Abgasnachbehandlung ein ungeregelter Katalysator angeboten, seit 1992 ein geregelter. Mit Letzterem wird die Emissionsklasse Euro 1 erreicht und durch den Eintrag der Schlüsselnummer 77 in die Zulassungsbescheinigung die Ausstellung einer grünen Feinstaubplakette ermöglicht. Vereinzelt gibt es 2CV mit G-Kat und Schlüsselnummer 01 (frühe Eintragungen, bevor es die 77er-Schlüsselnummer gab), sie erhalten ebenso eine grüne Feinstaubplakette.